# Ausztrália a 2000. évi nyári olimpiai játékokon
Ausztrália a Sydneyben megrendezett 2000. évi nyári olimpiai játékok házigazda nemzeteként vett részt a versenyeken. Az országot az olimpián 34 sportágban 617 sportoló képviselte, akik összesen 58 érmet szereztek.

## Érmesek
| Érem  | Versenyző | Sportág       | Versenyszám                                |
| ----- | --- | ------------- | ------------------------------------------ |
| Arany | Cathy Freeman | Atlétika      | Női 400 m                                  |
| Arany | Nemzeti válogatott Alyson Annan Juliet Haslam Alison Peek Claire Mitchell-Taverner Kate Starre Katie Allen Lisa Powell-Carruthers Rechelle Hawkes Clover Maitland Rachel Imison Angie Skirving-Lambert Julie Towers Renita Farrell-Garard Jenny Morris Triny Powell Nikki Hudson | Gyeplabda     | Női                                        |
| Arany | Simon Fairweather | Íjászat       | Férfi egyéni                               |
| Arany | Scott McGrory Brett Aitken | Kerékpározás  | Férfi madison                              |
| Arany | Stuart Tinney Andrew Hoy Matt Ryan Phillip Dutton | Lovaglás      | Csapat lovastusa                           |
| Arany | Natalie Cook Kerri Pottharst | Röplabda      | Női strandröplabda                         |
| Arany | Michael Diamond | Sportlövészet | Férfi trap                                 |
| Arany | Lauren Burns | Taekwondo     | Női légsúly                                |
| Arany | Ian Thorpe | Úszás         | Férfi 400 m gyors                          |
| Arany | Grant Hackett | Úszás         | Férfi 1500 m gyors                         |
| Arany | Michael Klim Chris Fydler Ashley Callus Ian Thorpe Todd Pearson Adam Pine | Úszás         | Férfi 4 × 100 m gyorsváltó                 |
| Arany | Ian Thorpe Michael Klim Todd Pearson Bill Kirby Grant Hackett Daniel Kowalski | Úszás         | Férfi 4 × 200 m gyorsváltó                 |
| Arany | Susie O'Neill | Úszás         | Női 200 m gyors                            |
| Arany | Tom King Mark Turnbull | Vitorlázás    | Férfi 470-es osztály                       |
| Arany | Jenny Armstrong Belinda Stowell | Vitorlázás    | Női 470-es osztály                         |
| Arany | Nemzeti válogatott Naomi Castle Joanne Fox Bridgette Gusterson Simone Hankin Yvette Higgins Kate Hooper Bronwyn Mayer-Smith Gail Miller Melissa Mills Debbie Watson Liz Weekes Danielle Woodhouse Taryn Woods                                                                    | Vízilabda     | Női                                        |
| Ezüst | Jai Taurima | Atlétika      | Férfi távolugrás                           |
| Ezüst | Tatiana Grigorieva | Atlétika      | Női rúdugrás                               |
| Ezüst | Christian Ryan Alastair Gordon Nick Porzig Rob Jahrling Mike McKay Stuart Welch Dan Burke Jaime Fernandez Brett Hayman | Evezés        | Férfi nyolcas                              |
| Ezüst | Simon Burgess Anthony Edwards Darren Balmforth Robert Richards | Evezés        | Férfi könnyűsúlyú kormányos nélküli négyes |
| Ezüst | Rachael Taylor Kate Slatter | Evezés        | Női kormányos nélküli kettes               |
| Ezüst | Andrew Trim Danny Collins | Kajak-kenu    | Férfi kajak kettes 500 m                   |
| Ezüst | Gary Neiwand | Kerékpározás  | Férfi keirin                               |
| Ezüst | Michelle Ferris | Kerékpározás  | Női egyéni időfutam                        |
| Ezüst | Nemzeti válogatott Carla Boyd Sandy Brondello Trish Fallon Michelle Brogan-Griffiths Kristi Harrower Jo Hill Lauren Jackson Annie La Fleur Shelley Gorman-Sandie Rachael Sporn Michele Timms Jenny Whittle                                                                       | Kosárlabda    | Női                                        |
| Ezüst | Andrew Hoy | Lovaglás      | Egyéni lovastusa                           |
| Ezüst | Russell Mark | Sportlövészet | Férfi dupla trap                           |
| Ezüst | Daniel Trenton | Taekwondo     | Férfi nehézsúly                            |
| Ezüst | Todd Woodbridge Mark Woodforde | Tenisz        | Férfi páros                                |
| Ezüst | Ji Wallace | Torna         | Férfi trambulin                            |
| Ezüst | Michellie Jones | Triatlon      | Női                                        |
| Ezüst | Ian Thorpe | Úszás         | Férfi 200 m gyors                          |
| Ezüst | Kieren Perkins | Úszás         | Férfi 1500 m gyors                         |
| Ezüst | Matt Welsh | Úszás         | Férfi 100 m hát                            |
| Ezüst | Michael Klim | Úszás         | Férfi 100 m pillangó                       |
| Ezüst | Matt Welsh Regan Harrison Geoff Huegill Michael Klim Ryan Mitchell Adam Pine Ian Thorpe Josh Watson | Úszás         | Férfi 4 × 100 m vegyes váltó               |
| Ezüst | Susie O'Neill Giaan Rooney Kirsten Thomson Petria Thomas Elka Graham Jacinta Van Lint | Úszás         | Női 4 × 200 m gyorsváltó                   |
| Ezüst | Leisel Jones | Úszás         | Női 100 m mell                             |
| Ezüst | Susie O'Neill | Úszás         | Női 200 m pillangó                         |
| Ezüst | Dyana Calub Leisel Jones Petria Thomas Susie O'Neill Giaan Rooney Sarah Ryan Tarnee White | Úszás         | Női 4 × 100 m vegyes váltó                 |
| Ezüst | Darren Bundock John Forbes | Vitorlázás    | Tornádó                                    |
| Bronz | Pekli Mária | Cselgáncs     | Női könnyűsúly                             |
| Bronz | Matthew Long James Tomkins | Evezés        | Férfi kormányos nélküli kettes             |
| Bronz | James Stewart Ben Dodwell Geoff Stewart Bo Hanson | Evezés        | Férfi kormányos nélküli négyes             |
| Bronz | Nemzeti válogatott Michael Brennan Adam Commens Jason Duff Troy Elder Jimmy Elmer Damon Diletti Lachlan Dreher Paul Gaudoin Jay Stacy Daniel Sproule Stephen Davies Michael York Craig Victory Stephen Holt Matt Wells Brent Livermore                                           | Gyeplabda     | Férfi                                      |
| Bronz | Shane Kelly | Kerékpározás  | Férfi egyéni időfutam                      |
| Bronz | Sean Eadie Darryn Hill Gary Neiwand | Kerékpározás  | Férfi csapatsprint                         |
| Bronz | Brad McGee | Kerékpározás  | Férfi egyéni üldözőverseny                 |
| Bronz | Nemzeti válogatott Melanie Roche Natalie Ward Tanya Harding Sandy Allen-Lewis Jo Brown Brooke Wilkins Peta Edebone Kerry Dienelt Sally McDermid-McCreedy Selina Follas Natalie Titcume Kelly Hardie Fiona Hanes-Crawford Simmone Morrow Sue Fairhurst                            | Softball      | Női                                        |
| Bronz | Annemarie Forder | Sportlövészet | Női légpisztoly                            |
| Bronz | Katrin Borchert | Kajak-kenu    | Női kajak egyes 500 m                      |
| Bronz | Robert Newbery Dean Pullar | Műugrás       | Férfi szinkron műugrás                     |
| Bronz | Rebecca Gilmore Loudy Tourky-Wiggins | Műugrás       | Női szinkron toronyugrás                   |
| Bronz | Matt Welsh | Úszás         | Férfi 200 m hát                            |
| Bronz | Geoff Huegill | Úszás         | Férfi 100 m pillangó                       |
| Bronz | Justin Norris | Úszás         | Férfi 200 m pillangó                       |
| Bronz | Petria Thomas | Úszás         | Női 200 m pillangó                         |
| Bronz | Michael Blackburn | Vitorlázás    | Laser                                      |

## Asztalitenisz
Férfi
| Versenyző                | Versenyszám | Selejtező         | Csoportkör | Csoportkör | 32-es főtábla     | Nyolcaddöntő      | Negyeddöntő       | Elődöntő          | Döntő             | Helyezés |
| Versenyző                | Versenyszám | Ellenfél Eredmény | Ellenfél Eredmény | Hely.      | Ellenfél Eredmény | Ellenfél Eredmény | Ellenfél Eredmény | Ellenfél Eredmény | Ellenfél Eredmény | Helyezés |
| ------------------------ | ----------- | ----------------- | --- | ---------- | ----------------- | ----------------- | ----------------- | ----------------- | ----------------- | -------- |
| Mark Smythe              | Egyes       |                   | I csoport · Leung Chu Yan (HKG) · 21–18, 10–21, 14–21, 21–15, 22–20 · Ju Szungmin (KOR) · 5–21, 18–21, 17–21                                                                                             | 2.         | kiesett           | kiesett           | kiesett           | kiesett           | kiesett           | 33.      |
| Russ Lavale              | Egyes       |                   | K csoport · Tomasz Krzeszewski (POL) · 16–21, 11–21, 17–21 · Danny Heister (NED) · 9–21, 15–21, 17–21 | 3.         | kiesett           | kiesett           | kiesett           | kiesett           | kiesett           | 49.      |
| Simon Gerada             | Egyes       |                   | E csoport · Adrian Crişan (ROU) · 9–21, 16–21, 11–21 · Lucjan Błaszczyk (POL) · 8–21, 10–21, 20–22 | 3.         | kiesett           | kiesett           | kiesett           | kiesett           | kiesett           | 49.      |
| Brett Clarke Jeff Plumb  | Páros       | erőnyerő          | H csoport · Kuba (CUB) · Francisco Arado · Rubén Arado · 21–12, 22–20 · Jugoszlávia (SCG) · Ilija Lupulesku · Slobodan Grujić · 8–21, 7–21 · Németország (GER) · Jörg Roßkopf · Timo Boll · 10–21, 10–21 | 3.         |                   | kiesett           | kiesett           | kiesett           | kiesett           | 25.      |
| Mark Smythe Simon Gerada | Páros       | erőnyerő          | C csoport · Görögország (GRE) · Daniel Ciókasz · Kalínikosz Kreánga · 7–21, 19–21 · Hongkong (HKG) · Cheung Yuk · Leung Chu Yan · 13–21, 17–21                                                           | 3.         |                   | kiesett           | kiesett           | kiesett           | kiesett           | 25.      |

Női
| Versenyző                 | Versenyszám | Selejtező         | Csoportkör | Csoportkör | 32-es főtábla     | Nyolcaddöntő                                                                          | Negyeddöntő                                           | Elődöntő          | Döntő             | Helyezés |
| Versenyző                 | Versenyszám | Ellenfél Eredmény | Ellenfél Eredmény | Hely.      | Ellenfél Eredmény | Ellenfél Eredmény                                                                     | Ellenfél Eredmény                                     | Ellenfél Eredmény | Ellenfél Eredmény | Helyezés |
| ------------------------- | ----------- | ----------------- | --- | ---------- | ----------------- | ------------------------------------------------------------------------------------- | ----------------------------------------------------- | ----------------- | ----------------- | -------- |
| Miao Miao                 | Egyes       |                   | F csoport · Szakata Rinko (JPN) · 11–21, 21–23, 18–21 · Funke Oshonaike (NGR) · 21–19, 21–16, 24–22                                                     | 2.         | kiesett           | kiesett                                                                               | kiesett                                               | kiesett           | kiesett           | 33.      |
| Shirley Zhou              | Egyes       |                   | A csoport · Lijuan Geng (CAN) · 17–21, 13–21, 15–21 · Nanthana Komwong (THA) · 15–21, 21–18, 21–17, 21–19                                               | 2.         | kiesett           | kiesett                                                                               | kiesett                                               | kiesett           | kiesett           | 33.      |
| Stella Zhou               | Egyes       |                   | D csoport · Andrea Bakula (CRO) · 18–21, 22–20, 21–19, 18–21, 18–21 · Gao Jun (USA) · 12–21, 10–21, 13–21                                               | 3.         | kiesett           | kiesett                                                                               | kiesett                                               | kiesett           | kiesett           | 49.      |
| Miao Miao Shirley Zhou    | Páros       | erőnyerő          | A csoport · Ausztria (AUT) · Jia Liu · Judith Herczig · 16–21, 21–13, 21–17 · Kanada (CAN) · Lijuan Geng · Marie-Christine Roussy · 21–12, 18–21, 21–17 | 1.         |                   | Luxemburg (LUX) · Peggy Regenwetter · Xia Lian Ni · 16–21, 21–13, 19–21, 21–18, 21–13 | Kína (CHN) · Sun Jin · Yang Yin · 13–21, 11–21, 17–21 | kiesett           | kiesett           | 5.       |
| Jian-Fang Lay Stella Zhou | Páros       | erőnyerő          | B csoport · Japán (JPN) · Naitó Kazuko · Szakata Rinko · 21–17, 11–21, 17–21 · Litvánia (LTU) · Jolanta Prūsienė · Rūta Garkauskaitė · 21–23, 14–21 ·   | 3.         |                   | kiesett                                                                               | kiesett                                               | kiesett           | kiesett           | 25.      |

## Atlétika
Férfi
| Versenyző                                                           | Versenyszám     | Előfutam      | Előfutam      | Előfutam      | Negyeddöntő | Negyeddöntő | Negyeddöntő | Elődöntő | Elődöntő | Elődöntő | Döntő    | Döntő    |
| Versenyző                                                           | Versenyszám     | Idő           | Hely.         | Össz.         | Idő         | Hely.       | Össz.       | Idő      | Hely.    | Össz.    | Idő      | Helyezés |
| ------------------------------------------------------------------- | --------------- | ------------- | ------------- | ------------- | ----------- | ----------- | ----------- | -------- | -------- | -------- | -------- | -------- |
| Matt Shirvington                                                    | 100 m           | 10,35         | 2.            | 20.****       | 10,13       | 2.          | 5.          | 10,26    | 5.       | 10.      | kiesett  | kiesett  |
| Paul Di Bella                                                       | 100 m           | 10,52         | 5.            | 51.*          | kiesett     | kiesett     | kiesett     | kiesett  | kiesett  | kiesett  | kiesett  | kiesett  |
| Patrick Johnson                                                     | 100 m           | 10,31         | 2.            | 10.*****      | 10,44       | 5.          | 32.*        | kiesett  | kiesett  | kiesett  | kiesett  | kiesett  |
| Patrick Johnson                                                     | 200 m           | 20,88         | 5.            | 27.           | 20,87       | 7.          | 28.         | kiesett  | kiesett  | kiesett  | kiesett  | kiesett  |
| Matt Shirvington                                                    | 200 m           | 20,91         | 4.            | 29.*          | kiesett     | kiesett     | kiesett     | kiesett  | kiesett  | kiesett  | kiesett  | kiesett  |
| Darryl Wohlsen                                                      | 200 m           | 20,98         | 5.            | 36.**         | kiesett     | kiesett     | kiesett     | kiesett  | kiesett  | kiesett  | kiesett  | kiesett  |
| Casey Vincent                                                       | 400 m           | 45,49         | 3.            | 11.           | 45,45       | 4.          | 14.         | 45,61    | 5.       | 10.      | kiesett  | kiesett  |
| Patrick Dwyer                                                       | 400 m           | 45,82         | 2.            | 25.           | 45,38       | 4.          | 10.         | 45,70    | 7.       | 12.      | kiesett  | kiesett  |
| Daniel Batman                                                       | 400 m           | nem ért célba | nem ért célba | nem ért célba | kiesett     | kiesett     | kiesett     | kiesett  | kiesett  | kiesett  | kiesett  | kiesett  |
| Grant Cremer                                                        | 800 m           | 1:45,86       | 3.            | 4.            |             |             |             | 1:53,57  | 8.       | 25.      | kiesett  | kiesett  |
| Kris McCarthy                                                       | 800 m           | 1:48,92       | 4.            | 46.           | kiesett     | kiesett     | kiesett     | kiesett  | kiesett  | kiesett  | kiesett  | kiesett  |
| Nick Howarth                                                        | 1500 m          | 3:45,46       | 11.           | 35.           |             |             |             | kiesett  | kiesett  | kiesett  | kiesett  | kiesett  |
| Mizan Mehari                                                        | 5000 m          | 13:24,56      | 8.            | 8.            |             |             |             |          |          |          | 13:42,03 | 12.      |
| Craig Mottram                                                       | 5000 m          | 13:31,06      | 8.            | 17.           |             |             |             |          |          |          | kiesett  | kiesett  |
| Mike Power                                                          | 5000 m          | 13:51,00      | 13.           | 28.           |             |             |             |          |          |          | kiesett  | kiesett  |
| Sisay Bezabeh                                                       | 10 000 m        | 28:21,63      | 11.           | 25.           |             |             |             |          |          |          | kiesett  | kiesett  |
| Shaun Creighton                                                     | 10 000 m        | 28:52,71      | 14.           | 29.           |             |             |             |          |          |          | kiesett  | kiesett  |
| Steve Moneghetti                                                    | Maraton         |               |               |               |             |             |             |          |          |          | 2:14:50  | 10.      |
| Rod de Highden                                                      | Maraton         |               |               |               |             |             |             |          |          |          | 2:18:04  | 28.      |
| Lee Troop                                                           | Maraton         |               |               |               |             |             |             |          |          |          | 2:29:32  | 66.      |
| Kyle Vander-Kuyp                                                    | 110 m gát       | 13,67         | 3.            | 19.*          | 13,62       | 4.          | 14.         | 13,63    | 8.       | 16.      | kiesett  | kiesett  |
| Blair Young                                                         | 400 m gát       | 49,75         | 4.            | 14.           |             |             |             | 49,20    | 4.       | 11.      | kiesett  | kiesett  |
| Rohan Robinson                                                      | 400 m gát       | 50,80         | 4.            | 34.           |             |             |             | kiesett  | kiesett  | kiesett  | kiesett  | kiesett  |
| Matt Beckenham                                                      | 400 m gát       | 51,27         | 7.            | 42.           |             |             |             | kiesett  | kiesett  | kiesett  | kiesett  | kiesett  |
| Chris Unthank                                                       | 3000 m akadály  | 9:11,19       | 12.           | 36.           |             |             |             |          |          |          | kiesett  | kiesett  |
| Matt Shirvington Paul Di Bella Darryl Wohlsen Patrick Johnson       | 4 × 100 m váltó | 38,76         | 2.            | 6.            |             |             |             | kizárták | kizárták | kizárták | kiesett  | kiesett  |
| Brad Jamieson Blair Young Patrick Dwyer Michael Hazel Casey Vincent | 4 × 400 m váltó | 3:04,13       | 3.            | 8.            |             |             |             | 3:01,91  | 3.       | 8.       | 3:03,91  | 7.       |
| Dion Russell                                                        | 50 km gyaloglás |               |               |               |             |             |             |          |          |          | 4:02:50  | 27.      |
| Dion Russell                                                        | 20 km gyaloglás |               |               |               |             |             |             |          |          |          | 1:25:26  | 25.      |
| Nick A’Hern                                                         | 20 km gyaloglás |               |               |               |             |             |             |          |          |          | 1:21:34  | 10.      |
| Nathan Deakes                                                       | 20 km gyaloglás |               |               |               |             |             |             |          |          |          | 1:21:03  | 8.       |
| Nathan Deakes                                                       | 50 km gyaloglás |               |               |               |             |             |             |          |          |          | 3:47:29  | 6.       |
| Duane Cousins                                                       | 50 km gyaloglás |               |               |               |             |             |             |          |          |          | 4:10:43  | 34.      |

| Versenyző         | Versenyszám   | Selejtező | Selejtező | Döntő    | Döntő    |
| Versenyző         | Versenyszám   | Eredmény  | Helyezés  | Eredmény | Helyezés |
| ----------------- | ------------- | --------- | --------- | -------- | -------- |
| Tim Forsyth       | Magasugrás    | 224 cm    | 14.*      | kiesett  | kiesett  |
| Dmitri Markov     | Rúdugrás      | 570 cm    | 3.        | 580 cm   | 5.*      |
| Viktor Chistiakov | Rúdugrás      | 570 cm    | 4.        | 580 cm   | 5.*      |
| Paul Burgess      | Rúdugrás      | 555 cm    | 16.***    | kiesett  | kiesett  |
| Jai Taurima       | Távolugrás    | 809 cm    | 4.        | 849 cm   |          |
| Peter Burge       | Távolugrás    | 806 cm    | 5.        | 815 cm   | 6.       |
| Andrew Murphy     | Hármasugrás   | 17,12 m   | 2.*       | 16,80 m  | 10.      |
| Justin Anlezark   | Súlylökés     | 18,59 m   | 29.       | kiesett  | kiesett  |
| Stuart Rendell    | Kalapácsvetés | 72,78 m   | 28.       | kiesett  | kiesett  |
| Andrew Martin     | Gerelyhajítás | 81,31 m   | 16.       | kiesett  | kiesett  |
| Adrian Hatcher    | Gerelyhajítás | 79,23 m   | 21.       | kiesett  | kiesett  |
| Andrew Currey     | Gerelyhajítás | 78,12 m   | 22.       | kiesett  | kiesett  |

| Scott Ferrier | Tízpróba | 11,11 | 836 | 719 cm | 859 | 13,50 m | 698 | 197 cm | 776 | nem állt rajthoz | nem állt rajthoz | nem ért célba | nem ért célba | nem ért célba | nem ért célba | nem ért célba | nem ért célba | nem ért célba | nem ért célba | nem ért célba | nem ért célba | nem ért célba | nem ért célba | nem ért célba | nem ért célba |

Női
| Versenyző                                                                                        | Versenyszám     | Előfutam      | Előfutam      | Előfutam      | Negyeddöntő | Negyeddöntő | Negyeddöntő | Elődöntő | Elődöntő | Elődöntő | Döntő         | Döntő         |
| Versenyző                                                                                        | Versenyszám     | Idő           | Hely.         | Össz.         | Idő         | Hely.       | Össz.       | Idő      | Hely.    | Össz.    | Idő           | Helyezés      |
| ------------------------------------------------------------------------------------------------ | --------------- | ------------- | ------------- | ------------- | ----------- | ----------- | ----------- | -------- | -------- | -------- | ------------- | ------------- |
| Melinda Gainsford-Taylor                                                                         | 100 m           | 11,34         | 3.            | 14.*          | 11,24       | 3.          | 12.         | 11,45    | 8.       | 14.      | kiesett       | kiesett       |
| Lauren Hewitt                                                                                    | 100 m           | 11,42         | 4.            | 22.*          | 11,54       | 6.          | 24.*        | kiesett  | kiesett  | kiesett  | kiesett       | kiesett       |
| Lauren Hewitt                                                                                    | 200 m           | 23,07         | 1.            | 10.           | 23,12       | 3.          | 17.         | 23,44    | 6.       | 14.      | kiesett       | kiesett       |
| Melinda Gainsford-Taylor                                                                         | 200 m           | 22,71         | 1.            | 5.            | 22,49       | 1.          | 2.          | 22,61    | 3.       | 3.       | 22,42         | 5.            |
| Cathy Freeman                                                                                    | 200 m           | 23,11         | 3.            | 13.           | 22,75       | 3.          | 7.          | 22,71    | 4.       | 6.       | 22,53         | 6.            |
| Cathy Freeman                                                                                    | 400 m           | 51,63         | 1.            | 5.            | 50,31       | 1.          | 1.          | 50,01    | 1.       | 1.       | 49,11         |               |
| Nova Peris-Kneebone                                                                              | 400 m           | 52,51         | 3.            | 26.           | 51,28       | 3.          | 14.         | 52,49    | 8.       | 16.      | kiesett       | kiesett       |
| Lee Naylor                                                                                       | 400 m           | 53,10         | 5.            | 32.           | 53,83       | 8.          | 32.         | kiesett  | kiesett  | kiesett  | kiesett       | kiesett       |
| Tamsyn Lewis                                                                                     | 800 m           | 2:00,23       | 2.            | 10.           |             |             |             | 1:59,33  | 4.       | 9.       | kiesett       | kiesett       |
| Sue Andrews                                                                                      | 800 m           | 2:03,31       | 5.            | 24.           |             |             |             | kiesett  | kiesett  | kiesett  | kiesett       | kiesett       |
| Marg Crowley                                                                                     | 1500 m          | 4:08,85       | 7.            | 7.            |             |             |             | 4:09,16  | 8.       | 15.      | kiesett       | kiesett       |
| Georgie Clarke                                                                                   | 1500 m          | 4:11,74       | 8.            | 24.           |             |             |             | 4:10,99  | 10.      | 20.      | kiesett       | kiesett       |
| Sarah Jamieson                                                                                   | 1500 m          | 4:12,90       | 11.           | 30.           |             |             |             | kiesett  | kiesett  | kiesett  | kiesett       | kiesett       |
| Benita Willis-Johnson                                                                            | 5000 m          | 15:21,37      | 6.            | 17.           |             |             |             |          |          |          | kiesett       | kiesett       |
| Kate Anderson-Richardson                                                                         | 5000 m          | 15:45,34      | 9.            | 28.           |             |             |             |          |          |          | kiesett       | kiesett       |
| Anne Cross                                                                                       | 5000 m          | 16:07,18      | 14.           | 38.           |             |             |             |          |          |          | kiesett       | kiesett       |
| Clair Fearnley                                                                                   | 10 000 m        | 33:47,23      | 15.           | 29.           |             |             |             |          |          |          | kiesett       | kiesett       |
| Natalie Harvey                                                                                   | 10 000 m        | 34:12,90      | 17.           | 33.           |             |             |             |          |          |          | kiesett       | kiesett       |
| Kylie Risk                                                                                       | 10 000 m        | 34:30,91      | 17.           | 34.           |             |             |             |          |          |          | kiesett       | kiesett       |
| Kerryn McCann                                                                                    | Maraton         |               |               |               |             |             |             |          |          |          | 2:28:37       | 11.           |
| Sue Hobson                                                                                       | Maraton         |               |               |               |             |             |             |          |          |          | 2:38:44       | 35.           |
| Nickey Carroll                                                                                   | Maraton         |               |               |               |             |             |             |          |          |          | nem ért célba | nem ért célba |
| Debbie Edwards                                                                                   | 100 m gát       | 13,24         | 5.            | 28.           | kiesett     | kiesett     | kiesett     | kiesett  | kiesett  | kiesett  | kiesett       | kiesett       |
| Jana Pittman                                                                                     | 400 m gát       | 56,76         | 3.            | 17.           |             |             |             | kiesett  | kiesett  | kiesett  | kiesett       | kiesett       |
| Lauren Poetschka                                                                                 | 400 m gát       | 58,06         | 6.            | 26.           |             |             |             | kiesett  | kiesett  | kiesett  | kiesett       | kiesett       |
| Stephanie Price                                                                                  | 400 m gát       | 58,81         | 6.            | 28.           |             |             |             | kiesett  | kiesett  | kiesett  | kiesett       | kiesett       |
| Elly Hutton Lauren Hewitt Sharon Cripps Melinda Gainsford-Taylor                                 | 4 × 100 m váltó | nem ért célba | nem ért célba | nem ért célba |             |             |             | kiesett  | kiesett  | kiesett  | kiesett       | kiesett       |
| Nova Peris-Kneebone Tamsyn Lewis Melinda Gainsford-Taylor Cathy Freeman Sue Andrews Jana Pittman | 4 × 400 m váltó | 3:24,05       | 2.            | 3.            |             |             |             |          |          |          | 3:23,81       | 5.            |
| Kerry Saxby-Junna                                                                                | 20 km gyaloglás |               |               |               |             |             |             |          |          |          | 1:32:02       | 7.            |
| Lisa Sheridan-Paolini                                                                            | 20 km gyaloglás |               |               |               |             |             |             |          |          |          | 1:40:57       | 39.           |
| Jane Saville                                                                                     | 20 km gyaloglás |               |               |               |             |             |             |          |          |          | kizárták      | kizárták      |

| Versenyző            | Versenyszám   | Selejtező | Selejtező | Döntő    | Döntő    |
| Versenyző            | Versenyszám   | Eredmény  | Helyezés  | Eredmény | Helyezés |
| -------------------- | ------------- | --------- | --------- | -------- | -------- |
| Alison Inverarity    | Magasugrás    | 180 cm    | 32.       | kiesett  | kiesett  |
| Tatiana Grigorieva   | Rúdugrás      | 430 cm    | 1.*****   | 455 cm   |          |
| Emma George          | Rúdugrás      | 425 cm    | 15.*      | kiesett  | kiesett  |
| Bronwyn Thompson     | Távolugrás    | 655 cm    | 15.       | kiesett  | kiesett  |
| Lisa-Marie Vizaniari | Diszkoszvetés | 62,47 m   | 6.        | 62,57 m  | 8.       |
| Alison Lever         | Diszkoszvetés | 59,58 m   | 16.       | kiesett  | kiesett  |
| Daniela Costian      | Diszkoszvetés | 51,96 m   | 31.       | kiesett  | kiesett  |
| Debbie Sosimenko     | Kalapácsvetés | 64,01 m   | 7.        | 67,95 m  | 5.       |
| Karyne Perkins       | Kalapácsvetés | 59,49 m   | 21.       | kiesett  | kiesett  |
| Jo Stone             | Gerelyhajítás | 58,34 m   | 17.       | kiesett  | kiesett  |
| Louise McPaul-Currey | Gerelyhajítás | 53,32 m   | 31.       | kiesett  | kiesett  |

| Versenyző     | Versenyszám | 100 m gát | 100 m gát | Magasugrás | Magasugrás | Súlylökés | Súlylökés | 200 m | 200 m | Távolugrás | Távolugrás | Gerelyhajítás | Gerelyhajítás | 800 m   | 800 m | Végeredmény | Végeredmény |
| Versenyző     | Versenyszám | Idő       | Pont      | Eredmény   | Pont       | Eredmény  | Pont      | Idő   | Pont  | Eredmény   | Pont       | Eredmény      | Pont          | Idő     | Pont  | Pont        | Helyezés    |
| ------------- | ----------- | --------- | --------- | ---------- | ---------- | --------- | --------- | ----- | ----- | ---------- | ---------- | ------------- | ------------- | ------- | ----- | ----------- | ----------- |
| Jane Jamieson | Hétpróba    | 14,09     | 966       | 181 cm     | 991        | 13,59 m   | 767       | 25,27 | 862   | 609 cm     | 877        | 45,32 m       | 770           | 2:16,57 | 871   | 6104        | 10.         |

* - egy másik versenyzővel azonos eredményt ért el

** - két másik versenyzővel azonos eredményt ért el

*** - három másik versenyzővel azonos eredményt ért el

**** - négy másik versenyzővel azonos eredményt ért el

***** - öt másik versenyzővel azonos eredményt ért el

## Baseball
| Ausztrál baseballcsapat-játékoskeret                                                                                        | Ausztrál baseballcsapat-játékoskeret                                                                                              | Ausztrál baseballcsapat-játékoskeret                                                                                           |
| --- | --- | --- |
| - Craig Anderson - Grant Balfour - Tom Becker - Shayne Bennett - Mathew Buckley - Adam Burton - Clayton Byrne - Mark Ettles | - Paul Gonzalez - Mark Hutton - Ronny Johnson - Grant McDonald - Adrian Meagher - Michael Moyle - Michael Nakamura - Dave Nilsson | - Glenn Reeves - Brett Roneberg - Chris Snelling - Brad Thomas - Rodney Van Buizen - David White - Gary White - Glenn Williams |

### Eredmények
Csoportkör
| Csapat                  | M | Gy | V | P+ | P– | Pk  |
| ----------------------- | - | -- | - | -- | -- | --- |
| Kuba                    | 7 | 6  | 1 | 50 | 17 | +33 |
| Egyesült Államok        | 7 | 6  | 1 | 42 | 14 | +28 |
| Dél-Korea               | 7 | 4  | 3 | 40 | 26 | +14 |
| Japán                   | 7 | 4  | 3 | 41 | 23 | +18 |
| Hollandia               | 7 | 3  | 4 | 19 | 29 | –10 |
| Olaszország             | 7 | 2  | 5 | 33 | 43 | –10 |
| Ausztrália              | 7 | 2  | 5 | 30 | 41 | –11 |
| Dél-afrikai Köztársaság | 7 | 1  | 6 | 11 | 73 | –62 |

| 2000. szeptember 17. 19:30 |  | Hollandia (NED) | 6–4 | Ausztrália |  |  |
| 2000. szeptember 17. 19:30 |  |                 |     |            |  |  |

| 2000. szeptember 18. 12:30 |  | Ausztrália (AUS) | 5–3 | Dél-Korea |  |  |
| 2000. szeptember 18. 12:30 |  |                  |     |           |  |  |

| 2000. szeptember 19. 12:30 |  | Japán (JPN) | 7–3 | Ausztrália |  |  |
| 2000. szeptember 19. 12:30 |  |             |     |            |  |  |

| 2000. szeptember 20. 18:30 |  | Ausztrália (AUS) | 10–4 | Dél-afrikai Köztársaság |  |  |
| 2000. szeptember 20. 18:30 |  |                  |      |                         |  |  |

| 2000. szeptember 22. 12:30 |  | Ausztrália (AUS) | 0–1 | Kuba |  |  |
| 2000. szeptember 22. 12:30 |  |                  |     |      |  |  |

| 2000. szeptember 23. 18:30 |  | Olaszország (ITA) | 8–7 | Ausztrália |  |  |
| 2000. szeptember 23. 18:30 |  |                   |     |            |  |  |

| 2000. szeptember 24. 19:30 |  | Egyesült Államok (USA) | 12–1 | Ausztrália |  |  |
| 2000. szeptember 24. 19:30 |  |                        |      |            |  |  |

| Csapat     | Helyezés |
| ---------- | -------- |
| Ausztrália | 7.       |

## Birkózás
Kötöttfogású
| Versenyző     | Versenyszám | Csoportkör | Csoportkör | Negyeddöntő       | Elődöntő          | Bronz- mérkőzés   | Döntő             | Helyezés |
| Versenyző     | Versenyszám | Ellenfél Eredmény | Hely.      | Ellenfél Eredmény | Ellenfél Eredmény | Ellenfél Eredmény | Ellenfél Eredmény | Helyezés |
| ------------- | ----------- | --- | ---------- | ----------------- | ----------------- | ----------------- | ----------------- | -------- |
| Brett Cash    | 58 kg       | 5. csoport · Armen Nazarjan (BUL) · 2-13 · Szaszamoto Makoto (JPN) · 0-25 · Nepes Gukulov (TKM) · 0-10                    | 4.         | kiesett           | kiesett           | kiesett           | kiesett           | 17.      |
| Ali Abdo      | 69 kg       | 2. csoport · Filiberto Azcuy (CUB) · 0-10 · Ender Memet (ROU) · 0-11                                                      | 3.         | kiesett           | kiesett           | kiesett           | kiesett           | 19.      |
| Arek Olczak   | 85 kg       | 5. csoport · Bárdosi Sándor (HUN) · 0-12 · Martin Lidberg (SWE) · mérkőzés nélkül (sérülés) · Eddy Bartolozzi (VEN) · 0-3 | 4.         | kiesett           | kiesett           | kiesett           | kiesett           | 18.      |
| Ben Vincent   | 97 kg       | 5. csoport · Konsztandínosz Thánosz (GRE) · 0-11 · Urs Bürgler (SUI) · 0-11 · Pag U (KOR) · 0-11                          | 4.         | kiesett           | kiesett           | kiesett           | kiesett           | 20.      |
| Laszlo Kovacs | 130 kg      | 3. csoport · Heorhij Szoldadze (UKR) · 0-6 · Rafael Barreno (VEN) · 0-4                                                   | 3.         | kiesett           | kiesett           | kiesett           | kiesett           | 18.      |

Szabadfogású
| Versenyző           | Versenyszám | Csoportkör | Csoportkör | Negyeddöntő       | Elődöntő          | Bronz- mérkőzés   | Döntő             | Helyezés |
| Versenyző           | Versenyszám | Ellenfél Eredmény | Hely.      | Ellenfél Eredmény | Ellenfél Eredmény | Ellenfél Eredmény | Ellenfél Eredmény | Helyezés |
| ------------------- | ----------- | --- | ---------- | ----------------- | ----------------- | ----------------- | ----------------- | -------- |
| Cory O’Brien        | 58 kg       | 2. csoport · Ojúnbilegín Pürevbátar (MGL) · 9-0 · Aljakszandr Huzav (BLR) · 4-14                                                | 2.         | kiesett           | kiesett           | kiesett           | kiesett           | 17.      |
| Musa Ilhan          | 63 kg       | 6. csoport · Csang Dzseszong (KOR) · 0-10 · Şamil Əfəndiyev (AZE) · 0-10 · Štefan Fernyák (SVK) · mérkőzés nélkül (sérülés)     | 4.         | kiesett           | kiesett           | kiesett           | kiesett           | 18.      |
| Cameron Johnston    | 69 kg       | 6. csoport · Szjarhej Dzemcsanka (BLR) · 0-10 · Almaz Aszkarov (KGZ) · 0-10 · Ruszlan Velijev (KAZ) · mérkőzés nélkül (sérülés) | 3.         | kiesett           | kiesett           | kiesett           | kiesett           | 13.      |
| Rein Ozoline        | 76 kg       | 5. csoport · Mun Idzse (KOR) · 0-11 · Alik Muzajev (UKR) · 3-16 · Marcin Jurecki (POL) · 0-10                                   | 4.         | kiesett           | kiesett           | kiesett           | kiesett           | 17.      |
| Igor Praporshchikov | 85 kg       | 3. csoport · Adam Szajtyijev (RUS) · 0-11 · Bejbulat Muszajev (BLR) · 0-13                                                      | 3.         | kiesett           | kiesett           | kiesett           | kiesett           | 19.      |
| Gabriel Szerda      | 97 kg       | 6. csoport · Marek Garmulewicz (POL) · 0-3 · Aljakszandr Samarav (BLR) · 0-7 · Dean Schmeichel (CAN) · 4-2                      | 3.         | kiesett           | kiesett           | kiesett           | kiesett           | 12.      |

## Cselgáncs
Férfi
| Versenyző        | Versenyszám  | Selejtező                           | 32-es főtábla                    | Nyolcaddöntő                     | Negyeddöntő       | Elődöntő          | Vigaszág első kör                  | Vigaszág negyeddöntő              | Vigaszág elődöntő                 | Bronz- mérkőzés   | Döntő             | Helyezés    |
| Versenyző        | Versenyszám  | Ellenfél Eredmény                   | Ellenfél Eredmény                | Ellenfél Eredmény                | Ellenfél Eredmény | Ellenfél Eredmény | Ellenfél Eredmény                  | Ellenfél Eredmény                 | Ellenfél Eredmény                 | Ellenfél Eredmény | Ellenfél Eredmény | Helyezés    |
| ---------------- | ------------ | ----------------------------------- | -------------------------------- | -------------------------------- | ----------------- | ----------------- | ---------------------------------- | --------------------------------- | --------------------------------- | ----------------- | ----------------- | ----------- |
| Adrian Robertson | Légsúly      | Makrem Ayed (TUN) · 0010-1110       | kiesett                          | kiesett                          | kiesett           | kiesett           |                                    |                                   |                                   |                   |                   | helyezetlen |
| Andrew Collett   | Harmatsúly   | erőnyerő                            | Javier Wanga (ARU) · 1001-0000   | Zhang Guangjun (CHN) · 0000-1000 | kiesett           | kiesett           |                                    |                                   |                                   |                   |                   | helyezetlen |
| Tom Hill         | Könnyűsúly   | erőnyerő                            | Germán Velasco (PER) · 0010-1020 | kiesett                          | kiesett           | kiesett           |                                    |                                   |                                   |                   |                   | helyezetlen |
| Daniel Kelly     | Váltósúly    | erőnyerő                            | Jason Morris (USA) · 0001-0000   | Nuno Delgado (POR) · 0001-1010   |                   |                   | Thierry Vatrican (MON) · 1102-0010 | Francesco Lepre (ITA) · 0010-0010 | Kazem Sarikhani (IRI) · 0101-1100 | kiesett           |                   | 9.          |
| Robert Ivers     | Középsúly    |                                     | Keith Morgan (CAN) · 0000-0010   |                                  |                   |                   | Rəsul Səlimov (AZE) · 0000-1000    | kiesett                           | kiesett                           | kiesett           |                   | 13.         |
| Daniel Rusitovic | Félnehézsúly | Sadok Khalki (TUN) · 0010-0022      | kiesett                          | kiesett                          | kiesett           | kiesett           |                                    |                                   |                                   |                   |                   | helyezetlen |
| Robert Ball      | Nehézsúly    | Abdullo Tangriyev (UZB) · 0000-1000 | kiesett                          | kiesett                          | kiesett           | kiesett           |                                    |                                   |                                   |                   |                   | helyezetlen |

Női
| Versenyző         | Versenyszám  | Selejtező                            | Nyolcaddöntő                        | Negyeddöntő                          | Elődöntő                           | Vigaszág első kör              | Vigaszág negyeddöntő                  | Vigaszág elődöntő | Bronz- mérkőzés                    | Döntő             | Helyezés    |
| Versenyző         | Versenyszám  | Ellenfél Eredmény                    | Ellenfél Eredmény                   | Ellenfél Eredmény                    | Ellenfél Eredmény                  | Ellenfél Eredmény              | Ellenfél Eredmény                     | Ellenfél Eredmény | Ellenfél Eredmény                  | Ellenfél Eredmény | Helyezés    |
| ----------------- | ------------ | ------------------------------------ | ----------------------------------- | ------------------------------------ | ---------------------------------- | ------------------------------ | ------------------------------------- | ----------------- | ---------------------------------- | ----------------- | ----------- |
| Jenny Hill        | Légsúly      | erőnyerő                             | Ann Simons (BEL) · 0100-0102        | kiesett                              | kiesett                            |                                |                                       |                   |                                    |                   | helyezetlen |
| Rebecca Sullivan  | Harmatsúly   | erőnyerő                             | Laetitia Tignola (FRA) · 0010-0010  | Kje Szunhi (PRK) · 0000-1000         |                                    |                                | Deborah Gravenstijn (NED) · 0010-1011 | kiesett           | kiesett                            |                   | 9.          |
| Pekli Mária       | Könnyűsúly   | Zülfiyyə Hüseynova (AZE) · 0100-0000 | Françoise Nguele (CMR) · 0010-0000  | Pernilla Andersson (SWE) · 0101-0100 | Isabel Fernández (ESP) · 0000-0000 |                                |                                       |                   | Cinzia Cavazzuti (ITA) · 0001-0001 |                   |             |
| Carly Dixon       | Váltósúly    | Olga Artamonova (KGZ) · 0000-1000    | kiesett                             | kiesett                              | kiesett                            |                                |                                       |                   |                                    |                   | helyezetlen |
| Cath Arlove       | Középsúly    | erőnyerő                             | Sandra Bacher (USA) · 0010-1020     | kiesett                              | kiesett                            |                                |                                       |                   |                                    |                   | helyezetlen |
| Natalie Jenkinson | Félnehézsúly | erőnyerő                             | Edinanci da Silva (BRA) · 0010-1020 | kiesett                              | kiesett                            |                                |                                       |                   |                                    |                   | helyezetlen |
| Caroline Curren   | Nehézsúly    | erőnyerő                             | Daima Beltrán (CUB) · 0000-1000     |                                      |                                    | Kim Szonjong (KOR) · 0000-1000 | kiesett                               | kiesett           | kiesett                            |                   | 13.         |

## Evezés
Férfi
| Versenyző | Versenyszám                          | Előfutam | Előfutam | Vigaszág | Vigaszág | Elődöntő | Elődöntő | Elődöntő | Döntő | Döntő   | Döntő | Helyezés |
| Versenyző | Versenyszám                          | Idő      | Hely.    | Idő      | Hely.    | Típus    | Idő      | Hely.    | Típus | Idő     | Hely. | Helyezés |
| --- | ------------------------------------ | -------- | -------- | -------- | -------- | -------- | -------- | -------- | ----- | ------- | ----- | -------- |
| Matthew Long James Tomkins                                                                                             | Kormányos nélküli kettes             | 6:46,99  | 2.       |          |          | A/B      | 6:34,42  | 1.       | A     | 6:34,26 | 3.    |          |
| Peter Hardcastle Jason Day Stuart Reside Duncan Free                                                                   | Négypárevezős                        | 5:52,09  | 1.       |          |          | A/B      | 5:50,26  | 2.       | A     | 5:50,32 | 4.    | 4.       |
| James Stewart Ben Dodwell Geoff Stewart Bo Hanson                                                                      | Kormányos nélküli négyes             | 6:05,03  | 2.       |          |          | A/B      | 6:02,03  | 1.       | A     | 5:57,61 | 3.    |          |
| Christian Ryan Alastair Gordon Nick Porzig Rob Jahrling Mike McKay Stuart Welch Dan Burke Jaime Fernandez Brett Hayman | Nyolcas                              | 5:32,85  | 1.       |          |          |          |          |          | A     | 5:33,88 | 2.    |          |
| Haimish Karrasch Bruce Hick                                                                                            | Könnyűsúlyú kétpárevezős             | 6:33,48  | 1.       |          |          | A/B      | 6:25,20  | 4.       | B     | 6:26,21 | 1.    | 7.       |
| Simon Burgess Anthony Edwards Darren Balmforth Robert Richards                                                         | Könnyűsúlyú kormányos nélküli négyes | 6:11,42  | 1.       |          |          | A/B      | 6:00,82  | 1.       | A     | 6:02,09 | 2.    |          |

Női
| Versenyző | Versenyszám              | Előfutam | Előfutam | Vigaszág | Vigaszág | Elődöntő | Elődöntő | Elődöntő | Döntő | Döntő   | Döntő | Helyezés |
| Versenyző | Versenyszám              | Idő      | Hely.    | Idő      | Hely.    | Típus    | Idő      | Hely.    | Típus | Idő     | Hely. | Helyezés |
| --- | ------------------------ | -------- | -------- | -------- | -------- | -------- | -------- | -------- | ----- | ------- | ----- | -------- |
| Gina Douglas | Egypárevezős             | 7:43,48  | 2.       | 7:42,67  | 1.       | A/B      | 7:32,34  | 2.       | A     | 7:37,88 | 5.    | 5.       |
| Marina Hatzakis Bronwyn Roye | Kétpárevezős             | 7:18,40  | 4.       | 7:10,09  | 2.       |          |          |          | A     | 7:05,35 | 6.    | 6.       |
| Rachael Taylor Kate Slatter | Kormányos nélküli kettes | 7:20,69  | 2.       | 7:19,79  | 1.       |          |          |          | A     | 7:12,56 | 2.    |          |
| Kerry Knowler Monique Heinke Julia Wilson Sally Robbins                                                                              | Négypárevezős            | 6:47,01  | 4.       | 6:42,22  | 3.       |          |          |          | B     | 6:37,22 | 1.    | 7.       |
| Vicky Roberts Alison Davies Jodi Winter Bronwyn Thompson Rachael Kininmonth Kristina Larsen Emily Martin Jane Robinson Katie Foulkes | Nyolcas                  | 6:17,44  | 2.       | 6:17,72  | 3.       |          |          |          | A     | 6:15,16 | 5.    | 5.       |
| Sally Newmarch Virginia Lee | Könnyűsúlyú kétpárevezős | 7:11,11  | 2.       | 7:14,08  | 1.       | A/B      | 7:06,58  | 3.       | A     | 7:12,04 | 4.    | 4.       |

## Gyeplabda

### Férfi
| Ausztrál férfi gyeplabdacsapat-játékoskeret                                                                              | Ausztrál férfi gyeplabdacsapat-játékoskeret                                                                                |
| --- | --- |
| - Michael Brennan - Adam Commens - Jason Duff - Troy Elder - James Elmer - Damon Diletti - Lachlan Dreher - Paul Gaudoin | - Jay Stacy - Daniel Sproule - Stephen Davies - Michael York - Craig Victory - Stephen Holt - Matt Wells - Brent Livermore |

#### Eredmények
Csoportkör
B csoport
| Csapat              | M | Gy | D | V | G+ | G– | Gk | P  |
| ------------------- | - | -- | - | - | -- | -- | -- | -- |
| Ausztrália (AUS)    | 5 | 3  | 2 | 0 | 12 | 6  | +6 | 11 |
| Dél-Korea (KOR)     | 5 | 2  | 2 | 1 | 9  | 7  | +2 | 8  |
| India (IND)         | 5 | 2  | 2 | 1 | 9  | 7  | +2 | 8  |
| Argentína (ARG)     | 5 | 1  | 2 | 2 | 13 | 13 | 0  | 5  |
| Lengyelország (POL) | 5 | 1  | 2 | 2 | 12 | 14 | –2 | 4  |
| Spanyolország (ESP) | 5 | 0  | 2 | 3 | 7  | 15 | –8 | 2  |

| 2000. szeptember 17. 8:30 | Ausztrália (AUS)                         | 4–0   | Lengyelország (POL) | Játékvezetők: Christian Siebrecht (GER), Jason McCracken (NZL) |
| 2000. szeptember 17. 8:30 | Elmer 34', 52' · Stacy 47' · Brennan 58' | (1–0) |                     | Játékvezetők: Christian Siebrecht (GER), Jason McCracken (NZL) |

| 2000. szeptember 19. 20:30 | Ausztrália (AUS)       | 2–2   | India (IND)                         | Játékvezetők: Peter von Roth (NED), Christian Siebrecht (GER) |
| 2000. szeptember 19. 20:30 | Stacy 5' · Victory 51' | (1–2) | Nandanúri 1' · B. Szingh Dhijon 25' | Játékvezetők: Peter von Roth (NED), Christian Siebrecht (GER) |

| 2000. szeptember 21. 13:30 | Spanyolország (ESP)  | 2–2   | Ausztrália (AUS)        | Játékvezetők: John Wright (RSA), Steven Horgan (USA) |
| 2000. szeptember 21. 13:30 | Amat 12' · Arnau 36' | (1–1) | Davies 8' · Commens 40' | Játékvezetők: John Wright (RSA), Steven Horgan (USA) |

| 2000. szeptember 23. 18:30 | Ausztrália (AUS)          | 2–1   | Argentína (ARG) | Játékvezetők: Peter von Roth (NED), Eric Denis (BEL) |
| 2000. szeptember 23. 18:30 | Sproule 56' · Brennan 62' | (2–1) | Lombi 54'       | Játékvezetők: Peter von Roth (NED), Eric Denis (BEL) |

| 2000. szeptember 26. 13:30 | Ausztrália (AUS)         | 2–1   | Dél-Korea (KOR)   | Játékvezetők: Peter von Roth (NED), Richard Wolter (GER) |
| 2000. szeptember 26. 13:30 | Victory 35+' · Stacy 62' | (1–1) | Szong Szongthe 8' | Játékvezetők: Peter von Roth (NED), Richard Wolter (GER) |

Elődöntő
| 2000. szeptember 28. 20:00 | Hollandia (NED)                              | 0–0 (h. u.) | Ausztrália (AUS)                              | State Hockey Centre, Sydney Játékvezetők: Santiago Deo (ESP), Eduardo Ruiz (ARG) |
| 2000. szeptember 28. 20:00 |                                              |             |                                               | State Hockey Centre, Sydney Játékvezetők: Santiago Deo (ESP), Eduardo Ruiz (ARG) |
| 2000. szeptember 28. 20:00 | Büntetőpárbaj:                               |             |                                               | State Hockey Centre, Sydney Játékvezetők: Santiago Deo (ESP), Eduardo Ruiz (ARG) |
| 2000. szeptember 28. 20:00 | Lomas · van Pelt · Geeris · Veen · Eikelboom | 5 – 4       | Brennan · Elder · Commens · Elmer · Livermore | State Hockey Centre, Sydney Játékvezetők: Santiago Deo (ESP), Eduardo Ruiz (ARG) |

Bronzmérkőzés
| 2000. szeptember 30. 17:30 | Pakisztán (PAK)                     | 3–6   | Ausztrália (AUS)                                         | State Hockey Centre, Sydney Játékvezetők: Peter von Roth (NED), Eduardo Ruiz (ARG) |
| 2000. szeptember 30. 17:30 | Bashir 6' · Abbas 46' · Jawwad 70+' | (1–3) | Elder 3', 8', 60' · Davies 30' · Elmer 49' · Brennan 66' | State Hockey Centre, Sydney Játékvezetők: Peter von Roth (NED), Eduardo Ruiz (ARG) |

| Csapat           | Helyezés |
| ---------------- | -------- |
| Ausztrália (AUS) |          |

### Női
| Ausztrál női gyeplabdacsapat-játékoskeret | Ausztrál női gyeplabdacsapat-játékoskeret |
| --- | --- |
| - Alyson Annan - Juliet Haslam - Alison Peek - Claire Mitchell-Taverner - Kate Starre - Katie Allen - Lisa Powell-Carruthers - Rechelle Hawkes | - Clover Maitland - Rachel Imison - Angie Skirving-Lambert - Julie Towers - Renita Farrell-Garard - Jenny Morris - Triny Powell - Nikki Hudson |

#### Eredmények
Csoportkör
A csoport
| Csapat               | M | Gy | D | V | G+ | G– | Gk | P  |
| -------------------- | - | -- | - | - | -- | -- | -- | -- |
| Ausztrália (AUS)     | 4 | 3  | 1 | 0 | 9  | 3  | +6 | 10 |
| Argentína (ARG)      | 4 | 2  | 0 | 2 | 5  | 6  | –1 | 6  |
| Spanyolország (ESP)  | 4 | 1  | 2 | 1 | 2  | 3  | –1 | 5  |
| Nagy-Britannia (GBR) | 4 | 1  | 1 | 2 | 5  | 5  | 0  | 4  |
| Dél-Korea (KOR)      | 4 | 0  | 2 | 2 | 4  | 8  | –4 | 2  |

| 2000. szeptember 17. 15:30 | Ausztrália (AUS)        | 2–1   | Nagy-Britannia (GBR) | Játékvezetők: Ute Conen (GER), Marelize de Klerk (RSA) |
| 2000. szeptember 17. 15:30 | Hudson 18' · Powell 51' | (1–0) | Marston-Smith 47'    | Játékvezetők: Ute Conen (GER), Marelize de Klerk (RSA) |

| 2000. szeptember 19. 15:30 | Ausztrália (AUS) | 1–1   | Spanyolország (ESP) | Játékvezetők: Lyn Farrell (NZL), Miriam van Gemert (NED) |
| 2000. szeptember 19. 15:30 | Annan 7'         | (1–1) | Ignacio 2'          | Játékvezetők: Lyn Farrell (NZL), Miriam van Gemert (NED) |

| 2000. szeptember 20. 20:30 | Ausztrália (AUS)                                | 3–1   | Argentína (ARG) | Játékvezetők: Renee Cohen (NED), Miriam van Gemert (NED) |
| 2000. szeptember 20. 20:30 | Morris 25' · Starre 33' · Mitchell-Taverner 63' | (2–0) | García 66'      | Játékvezetők: Renee Cohen (NED), Miriam van Gemert (NED) |

| 2000. szeptember 22. 15:30 | Ausztrália (AUS)                   | 3–0   | Dél-Korea (KOR) | Játékvezetők: Renee Cohen (NED), Ute Conen (GER) |
| 2000. szeptember 22. 15:30 | Powell 8' · Peek 22' · Hudson 70+' | (2–0) |                 | Játékvezetők: Renee Cohen (NED), Ute Conen (GER) |

Középdöntő
| Csapat              | M | Gy | D | V | G+ | G– | Gk  | P  |
| ------------------- | - | -- | - | - | -- | -- | --- | -- |
| Ausztrália (AUS)    | 5 | 4  | 1 | 0 | 17 | 3  | +14 | 13 |
| Argentína (ARG)     | 5 | 3  | 0 | 2 | 13 | 7  | +6  | 9  |
| Hollandia (NED)     | 5 | 2  | 0 | 3 | 8  | 14 | –6  | 6  |
| Spanyolország (ESP) | 5 | 1  | 3 | 1 | 5  | 5  | 0   | 6  |
| Kína (CHN)          | 5 | 1  | 1 | 3 | 4  | 10 | –6  | 4  |
| Új-Zéland (NZL)     | 5 | 1  | 1 | 3 | 8  | 16 | –8  | 4  |

| 2000. szeptember 24. 16:00 | Ausztrália (AUS)             | 3–0   | Új-Zéland (NZL) | State Hockey Centre, Sydney Játékvezetők: Gill Clarke (GBR), Lee Mi-Ok (KOR) |
| 2000. szeptember 24. 16:00 | Hudson 50', 52' · Powell 62' | (0–0) |                 | State Hockey Centre, Sydney Játékvezetők: Gill Clarke (GBR), Lee Mi-Ok (KOR) |

| 2000. szeptember 25. 18:30 | Ausztrália (AUS)                                        | 5–0   | Hollandia (NED) | State Hockey Centre, Sydney Játékvezetők: Kazuko Yasueda (JPN), Gina Spitaleri (ITA) |
| 2000. szeptember 25. 18:30 | Annan 35+', 65' · Hawkes 37' · Powell 40' · Morris 30+' | (1–0) |                 | State Hockey Centre, Sydney Játékvezetők: Kazuko Yasueda (JPN), Gina Spitaleri (ITA) |

| 2000. szeptember 27. 13:30 | Ausztrália (AUS)                                       | 5–1   | Kína (CHN)       | State Hockey Centre, Sydney Játékvezetők: Gill Clarke (GBR), Marelize de Klerk (RSA) |
| 2000. szeptember 27. 13:30 | Hudson 2', 28' · Towers 9' · Morris 42' · Taverner 48' | (3–0) | Yang Huiping 45' | State Hockey Centre, Sydney Játékvezetők: Gill Clarke (GBR), Marelize de Klerk (RSA) |

Döntő
| 2000. szeptember 29. 20:00 | Ausztrália (AUS)                    | 3–1   | Argentína (ARG) | State Hockey Centre, Sydney Játékvezetők: Miriam van Gemert (NED), Kazuko Yasueda (JPN) |
| 2000. szeptember 29. 20:00 | Annan 10' · Haslam 26' · Morris 38' | (2–0) | Oneto 44'       | State Hockey Centre, Sydney Játékvezetők: Miriam van Gemert (NED), Kazuko Yasueda (JPN) |

| Csapat           | Helyezés |
| ---------------- | -------- |
| Ausztrália (AUS) |          |

## Íjászat
Férfi
| Versenyző                                           | Versenyszám | Selejtező | Selejtező | 64-es főtábla                             | 32-es főtábla                            | Nyolcaddöntő                                                                            | Negyeddöntő                                  | Elődöntő                               | Döntő                             | Helyezés |
| Versenyző                                           | Versenyszám | Pont      | Kiemelt   | Ellenfél Eredmény                         | Ellenfél Eredmény                        | Ellenfél Eredmény                                                                       | Ellenfél Eredmény                            | Ellenfél Eredmény                      | Ellenfél Eredmény                 | Helyezés |
| --------------------------------------------------- | ----------- | --------- | --------- | ----------------------------------------- | ---------------------------------------- | --------------------------------------------------------------------------------------- | -------------------------------------------- | -------------------------------------- | --------------------------------- | -------- |
| Simon Fairweather                                   | Egyéni      | 642       | 8.        | Juan Carlos Stevens (CUB) (57.) · 170-161 | Jocelyn de Grandis (FRA) (25.) · 161-150 | Ismely Arias (CUB) (41.) · 167-163                                                      | Balzsinyima Cirempilov (RUS) (17.) · 113-104 | Wietse van Alten (NED) (12.) · 112-110 | Vic Wunderle (USA) (7.) · 113-106 |          |
| Scott Hunter-Russell                                | Egyéni      | 603       | 51.       | Özdemir Akbal (TUR) (14.) · 154-146       | Michele Frangilli (ITA) (19.) · 154-164  | kiesett                                                                                 | kiesett                                      | kiesett                                | kiesett                           | 24.      |
| Matthew Gray                                        | Egyéni      | 631       | 27.       | Tang Hua (CHN) (38.) · 161-163            | kiesett                                  | kiesett                                                                                 | kiesett                                      | kiesett                                | kiesett                           | 36.      |
| Simon Fairweather Matthew Gray Scott Hunter-Russell | Csapat      | 642       | 10.       |                                           |                                          | Svédország (SWE) · Magnus Petersson · Niklas Eriksson · Mattias Eriksson (7.) · 238-241 | kiesett                                      | kiesett                                | kiesett                           | 12.      |

Női
| Versenyző                                             | Versenyszám | Selejtező | Selejtező | 64-es főtábla                                    | 32-es főtábla                         | Nyolcaddöntő                                                                             | Negyeddöntő       | Elődöntő          | Döntő             | Helyezés |
| Versenyző                                             | Versenyszám | Pont      | Kiemelt   | Ellenfél Eredmény                                | Ellenfél Eredmény                     | Ellenfél Eredmény                                                                        | Ellenfél Eredmény | Ellenfél Eredmény | Ellenfél Eredmény | Helyezés |
| ----------------------------------------------------- | ----------- | --------- | --------- | ------------------------------------------------ | ------------------------------------- | ---------------------------------------------------------------------------------------- | ----------------- | ----------------- | ----------------- | -------- |
| Michelle Tremelling                                   | Egyéni      | 615       | 49.       | Janet Dykman (USA) (16.) · 154-146               | Kirstin Lewis (RSA) (48.) · 162-147   | Kim Szunjong (KOR) (1.) · 158-168                                                        | kiesett           | kiesett           | kiesett           | 11.      |
| Melissa Jennison                                      | Egyéni      | 628       | 32.       | Khatuna Kvrivishvili-Lorig (GEO) (33.) · 160-151 | Kim Szunjong (KOR) (1.) · 159-164     | kiesett                                                                                  | kiesett           | kiesett           | kiesett           | 19.      |
| Kate Fairweather                                      | Egyéni      | 630       | 27.       | Hatuna Narimanidze (GEO) (38.) · 166-158         | Kavaucsi Szajoko (JPN) (6.) · 158-160 | kiesett                                                                                  | kiesett           | kiesett           | kiesett           | 22.      |
| Kate Fairweather Melissa Jennison Michelle Tremelling | Csapat      | 630       | 10.       |                                                  |                                       | Olaszország (ITA) · Natalia Valeeva · Cristina Ioriatti · Irene Franchini (7.) · 236-237 | kiesett           | kiesett           | kiesett           | 9.       |

## Kajak-kenu

### Síkvízi
Férfi
| Versenyző                                              | Versenyszám         | Előfutam | Előfutam | Előfutam | Elődöntő | Elődöntő | Elődöntő | Döntő    | Döntő    |
| Versenyző                                              | Versenyszám         | Idő      | Hely.    | Össz.    | Idő      | Hely.    | Össz.    | Idő      | Helyezés |
| ------------------------------------------------------ | ------------------- | -------- | -------- | -------- | -------- | -------- | -------- | -------- | -------- |
| Nathan Baggaley                                        | Kajak egyes 500 m   | 1:41,854 | 3.       | 9.       | 1:40,884 | 4.       | 8.       | kiesett  | kiesett  |
| Clint Robinson                                         | Kajak egyes 1000 m  | 3:40,197 | 4.       | 17.      | 3:40,745 | 5.       | 11.      | kiesett  | kiesett  |
| Andrew Trim Danny Collins                              | Kajak kettes 500 m  | 1:30,393 | 2.       | 2.       | 1:31,475 | 1.       | 4.       | 1:47,895 |          |
| Brian Morton Luke Young                                | Kajak kettes 1000 m | 3:20,934 | 6.       | 14.      | 3:35,046 | 8.       | 8.       | kiesett  | kiesett  |
| Ross Chaffer Shane Suska Peter Scott Cameron McFadzean | Kajak négyes 1000 m | 3:05,893 | 6.       | 13.      | 3:05,527 | 7.       | 7.       | kiesett  | kiesett  |

Női
| Versenyző                                                       | Versenyszám        | Előfutam | Előfutam | Előfutam | Elődöntő | Elődöntő | Elődöntő | Döntő    | Döntő    |
| Versenyző                                                       | Versenyszám        | Idő      | Hely.    | Össz.    | Idő      | Hely.    | Össz.    | Idő      | Helyezés |
| --------------------------------------------------------------- | ------------------ | -------- | -------- | -------- | -------- | -------- | -------- | -------- | -------- |
| Katrin Borchert                                                 | Kajak egyes 500 m  | 1:52,187 | 4.       | 5.       | 1:53,070 | 1.       | 1.       | 2:15,138 |          |
| Katrin Borchert Anna Cox-Wood                                   | Kajak kettes 500 m | 1:45,250 | 4.       | 6.       | 1:44,682 | 1.       | 1.       | 2:01,472 | 6.       |
| Yanda Nossiter Shelley Oates-Wilding Kerri Randle Amanda Simper | Kajak négyes 500 m | 1:37,081 | 4.       | 9.       | 1:38,580 | 4.       | 4.       | kiesett  | kiesett  |

### Szlalom
| Versenyző                   | Versenyszám       | Selejtező | Selejtező | Selejtező | Selejtező | Selejtező  | Selejtező  | Döntő    | Döntő    | Döntő    | Döntő    | Döntő      | Döntő      |
| Versenyző                   | Versenyszám       | 1. futam  | 1. futam  | 2. futam  | 2. futam  | Összesítés | Összesítés | 1. futam | 1. futam | 2. futam | 2. futam | Összesítés | Összesítés |
| Versenyző                   | Versenyszám       | Pont      | Hely.     | Pont      | Hely.     | Pont       | Hely.      | Pont     | Hely.    | Pont     | Hely.    | Pont       | Helyezés   |
| --------------------------- | ----------------- | --------- | --------- | --------- | --------- | ---------- | ---------- | -------- | -------- | -------- | -------- | ---------- | ---------- |
| John Wilkie                 | Férfi kajak egyes | 140,44    | 20.       | 180,40    | 22.       | 320,84     | 21.        | kiesett  | kiesett  | kiesett  | kiesett  | kiesett    | kiesett    |
| Rob Bell                    | Férfi kenu egyes  | 134,76    | 8.        | 133,98    | 4.        | 268,74     | 5.         | 120,32   | 7.       | 124,16   | 10.      | 244,48     | 9.         |
| Kai Swoboda Andrew Farrance | Férfi kenu kettes | 147,32    | 7.        | 200,01    | 12.       | 347,33     | 11.        | kiesett  | kiesett  | kiesett  | kiesett  | kiesett    | kiesett    |
| Danielle Woodward           | Női kajak egyes   | 161,49    | 15.       | 152,31    | 12.       | 313,80     | 14.        | 132,58   | 10.      | 129,31   | 6.       | 261,89     | 8.         |

## Kerékpározás

### Hegyi-kerékpározás
| Versenyző    | Versenyszám        | Idő                    | Helyezés |
| ------------ | ------------------ | ---------------------- | -------- |
| Cadel Evans  | Férfi terepverseny | 2:13:31,65 (+4:29,15)  | 7.       |
| Paul Rowney  | Férfi terepverseny | 2:14:22,44 (+5:19,94)  | 10.      |
| Rob Woods    | Férfi terepverseny | 2:14:42,20 (+5:39,70)  | 13.      |
| Mary Grigson | Női terepverseny   | 1:53:22,57 (+3:58,19)  | 6.       |
| Anna Baylis  | Női terepverseny   | 2:00:53,20 (+11:28,82) | 21.      |

### Országúti kerékpározás
Férfi
| Versenyző        | Versenyszám   | Idő                     | Helyezés      |
| ---------------- | ------------- | ----------------------- | ------------- |
| Robbie McEwen    | Mezőnyverseny | 5:30:46 (+1:38)         | 19.           |
| Henk Vogels, Jr. | Mezőnyverseny | 5:30:46 (+1:38)         | 30.           |
| Stuart O’Grady   | Mezőnyverseny | 5:36:14 (+7:06)         | 77.           |
| Scott McGrory    | Mezőnyverseny | nem ért célba           | nem ért célba |
| Matt White       | Mezőnyverseny | nem ért célba           | nem ért célba |
| Nathan O'Neill   | Időfutam      | 1:00:32,749 (+2:52,329) | 19.           |

Női
| Versenyző            | Versenyszám   | Idő                     | Helyezés |
| -------------------- | ------------- | ----------------------- | -------- |
| Anna Wilson          | Időfutam      | 0:42:58,828 (+0:58,047) | 4.       |
| Anna Wilson          | Mezőnyverseny | 3:06:31 (+0:00)         | 4.       |
| Juanita Feldhahn     | Mezőnyverseny | 3:06:37 (+0:06)         | 28.      |
| Tracey Watson-Gaudry | Mezőnyverseny | 3:06:31 (+0:00)         | 23.      |
| Tracey Watson-Gaudry | Időfutam      | 0:45:11,020 (+3:10,239) | 21.      |

### Pálya-kerékpározás
Sprintversenyek
| Versenyző                           | Versenyszám  | Selejtező | Selejtező | 1. forduló                                                                | Vigaszág                            | Vigaszág | 2. forduló                     | Vigaszág                                       | Vigaszág | 9–12. helyért          | 9–12. helyért | Negyeddöntő                                        | 5–8. helyért                                                                        | 5–8. helyért | Elődöntő                                 | Döntő | Helyezés |
| Versenyző                           | Versenyszám  | Idő       | Hely.     | Ellenfél Győztes idő                                                      | Ellenfelek Győztes idő              | Hely.    | Ellenfél Győztes idő           | Ellenfelek Győztes idő                         | Hely.    | Ellenfelek Győztes idő | Hely.         | Ellenfél Győztes idő                               | Ellenfelek Győztes idő                                                              | Hely.        | Ellenfél Győztes idő                     | Ellenfél Győztes idő                                                                                              | Helyezés |
| ----------------------------------- | ------------ | --------- | --------- | ------------------------------------------------------------------------- | ----------------------------------- | -------- | ------------------------------ | ---------------------------------------------- | -------- | ---------------------- | ------------- | -------------------------------------------------- | ----------------------------------------------------------------------------------- | ------------ | ---------------------------------------- | --- | -------- |
| Sean Eadie                          | Férfi egyéni | 10,520    | 8.        | Jan van Eijden (GER) · verseny nélkül                                     | Nikólaosz Angelídisz (GRE) · 11,805 | 1.       | Marty Nothstein (USA) · 10,799 | Pavel Buráň (CZE) · Darryn Hill (AUS) · 11,414 | 1.       |                        |               | Laurent Gané (FRA) · 10,648; 10,833                | Jan van Eijden (GER) · José Antonio Villanueva (ESP) · Craig MacLean (GBR) · 11,040 | 3.           |                                          | | 7.       |
| Darryn Hill                         | Férfi egyéni | 10,526    | 9.        | Ján Lepka (SVK) · 10,938                                                  |                                     |          | Jens Fiedler (GER) · 10,682    | Sean Eadie (AUS) · Pavel Buráň (CZE) · 11,414  | 3.       | nem indult             | nem indult    |                                                    |                                                                                     |              |                                          | | 12.      |
| Michelle Ferris                     | Női egyéni   | 11,512    | 4.        | Vang Jen (CHN) · 12,078                                                   |                                     |          |                                |                                                |          |                        |               | Daniela Larreal (VEN) · idő nélkül; 11,705; 11,960 |                                                                                     |              | Félicia Ballanger (FRA) · 12,328; 12,124 | Bronzmérkőzés · Irina Janovics (UKR) · 12,156; 13,310                                                             | 4.       |
| Sean Eadie Darryn Hill Gary Neiwand | Férfi csapat | 44,719    | 3.        | Lettország (LAT) · Viesturs Bērziņš · Ainārs Ķiksis · Ivo Lakučs · 44,745 |                                     |          |                                |                                                |          |                        |               |                                                    |                                                                                     |              |                                          | Bronzmérkőzés · Görögország (GRE) · Lámbrosz Vaszilópulosz · Dimítriosz Jeorgalísz · Kleánthisz Bárngasz · 45,161 |          |

Üldözőversenyek
| Versenyző                                           | Versenyszám  | Selejtező | Selejtező | Negyeddöntő                                                                              | Negyeddöntő | Elődöntő                       | Elődöntő  | Döntő                                       | Döntő     | Döntő    |
| Versenyző                                           | Versenyszám  | Idő       | Hely.     | Ellenfél Idő                                                                             | Saját idő   | Ellenfél Idő                   | Saját idő | Ellenfél Idő                                | Saját idő | Helyezés |
| --------------------------------------------------- | ------------ | --------- | --------- | ---------------------------------------------------------------------------------------- | ----------- | ------------------------------ | --------- | ------------------------------------------- | --------- | -------- |
| Brad McGee                                          | Férfi egyéni | 4:21,903  | 4.        |                                                                                          |             | Robert Bartko (GER) · 4:21,067 | 4:22,644  | Bronzmérkőzés · Rob Hayles (GBR) · 4:19,613 | 4:19,250  |          |
| Luke Roberts                                        | Férfi egyéni | 4:31,162  | 9.        |                                                                                          |             | kiesett                        | kiesett   | kiesett                                     | kiesett   | kiesett  |
| Alayna Burns                                        | Női egyéni   | 3:38,223  | 7.        |                                                                                          |             | kiesett                        | kiesett   | kiesett                                     | kiesett   | kiesett  |
| Brett Aitken Graeme Brown Brad McGee Michael Rogers | Férfi csapat | 4:06,361  | 5.        | Németország (GER) · Guido Fulst · Robert Bartko · Daniel Becke · Jens Lehmann · 4:01,810 | 4:03,209    | kiesett                        | kiesett   | kiesett                                     | kiesett   | 5.       |

Időfutam
| Név                | Versenyszám  | Idő      | Helyezés |
| ------------------ | ------------ | -------- | -------- |
| Shane Kelly        | Férfi egyéni | 1:02,818 |          |
| Michelle Ferris    | Női egyéni   | 34,696   |          |
| Lyndelle Higginson | Női egyéni   | 35,859   | 14.      |

Pontversenyek
| Név                        | Versenyszám       | Pont | Körhátrány | Helyezés |
| -------------------------- | ----------------- | ---- | ---------- | -------- |
| Stuart O’Grady             | Férfi pontverseny | 26   | -2         | 10.      |
| Alayna Burns               | Női pontverseny   | 7    | 0          | 9.       |
| Scott McGrory Brett Aitken | Férfi madison     | 26   | 0          |          |

Keirin
| Versenyző    | Versenyszám | 1. forduló | Vigaszág | 2. forduló | Döntő    |
| Versenyző    | Versenyszám | Helyezés   | Helyezés | Helyezés   | Helyezés |
| ------------ | ----------- | ---------- | -------- | ---------- | -------- |
| Gary Neiwand | Férfi       | 2.         |          | 2.         |          |

## Kézilabda

### Férfi
| Ausztrál férfi kézilabdacsapat-játékoskeret                                                                                                  | Ausztrál férfi kézilabdacsapat-játékoskeret                                                                      |
| --- | --- |
| - Brendon Taylor - Cristian Bajan - Darryl McCormack - David Gonzalez - Dragan Sestic - Karim Shehab - Kristian Groenintwoud - Lee Schofield | - Milan Slavujevic - Peter Bach - Rajan Pavlovic - Russell Garnett - Sasa Sestic - Taip Ramadani - Vernon Cheung |

#### Eredmények
Csoportkör
B csoport
| Csapat              | M | Gy | D | V | G+  | G–  | Gk  | P  |
| ------------------- | - | -- | - | - | --- | --- | --- | -- |
| Svédország (SWE)    | 5 | 5  | 0 | 0 | 155 | 121 | +34 | 10 |
| Franciaország (FRA) | 5 | 3  | 1 | 1 | 120 | 104 | +16 | 7  |
| Spanyolország (ESP) | 5 | 3  | 0 | 2 | 144 | 126 | +18 | 6  |
| Szlovénia (SLO)     | 5 | 2  | 1 | 2 | 137 | 127 | +10 | 5  |
| Tunézia (TUN)       | 5 | 1  | 0 | 4 | 111 | 117 | –6  | 2  |
| Ausztrália (AUS)    | 5 | 0  | 0 | 5 | 106 | 178 | –72 | 0  |

| 2000. szeptember 16. 21:30 | Svédország (SWE) | 44–23   | Ausztrália (AUS) | Játékvezetők: Klucsó Jenő, Lekrinszki Tivadar (HUN) |
| 2000. szeptember 16. 21:30 | Franzén 8        | (23–12) | Sestic 5         | Játékvezetők: Klucsó Jenő, Lekrinszki Tivadar (HUN) |
| 2000. szeptember 16. 21:30 | 2× 3×            |         | 1× 3×            | Játékvezetők: Klucsó Jenő, Lekrinszki Tivadar (HUN) |

| 2000. szeptember 18. 16:30 | Ausztrália (AUS) | 23–39  | Spanyolország (ESP) | Játékvezetők: Thomas Bojsen, Tugomir Anusic (USA) |
| 2000. szeptember 18. 16:30 | Sestic 5         | (7–17) | Guijosa 10          | Játékvezetők: Thomas Bojsen, Tugomir Anusic (USA) |
| 2000. szeptember 18. 16:30 | 5× 2×            |        | 3× 2×               | Játékvezetők: Thomas Bojsen, Tugomir Anusic (USA) |

| 2000. szeptember 20. 16:30 | Ausztrália (AUS) | 20–33  | Szlovénia (SLO) | Játékvezetők: Hyung-Kyun Chung, Kyu Ha Lim (KOR) |
| 2000. szeptember 20. 16:30 | Groenintwoud 5   | (9–14) | Jovičič 8       | Játékvezetők: Hyung-Kyun Chung, Kyu Ha Lim (KOR) |
| 2000. szeptember 20. 16:30 | 2× 3×            |        | 1× 1×           | Játékvezetők: Hyung-Kyun Chung, Kyu Ha Lim (KOR) |

| 2000. szeptember 22. 14:30 | Tunézia (TUN) | 34–24   | Ausztrália (AUS) | Játékvezetők: Branka Maric, Zorica Gardinovacki (YUG) |
| 2000. szeptember 22. 14:30 | M. Madi 8     | (15–11) | Groenintwoud 6   | Játékvezetők: Branka Maric, Zorica Gardinovacki (YUG) |
| 2000. szeptember 22. 14:30 | 3× 3×         |         | 4× 3×            | Játékvezetők: Branka Maric, Zorica Gardinovacki (YUG) |

| 2000. szeptember 24. 14:30 | Franciaország (FRA) | 28–16  | Ausztrália (AUS) | Játékvezetők: Yasser Salim Aly Aly, Hassan Hassan Aly Hassan (EGY) |
| 2000. szeptember 24. 14:30 | Joulin 7            | (13–7) | Sestic 5         | Játékvezetők: Yasser Salim Aly Aly, Hassan Hassan Aly Hassan (EGY) |
| 2000. szeptember 24. 14:30 | 1× 3×               |        | 2× 2×            | Játékvezetők: Yasser Salim Aly Aly, Hassan Hassan Aly Hassan (EGY) |

A 11. helyért
| 2000. szeptember 26. 9:30 | Kuba (CUB) | 26–24   | Ausztrália (AUS) | Játékvezetők: Hyung-Kyun Chung, Kyu Ha Lim (KOR) |
| 2000. szeptember 26. 9:30 | Hardy 7    | (14–15) | Sestic 7         | Játékvezetők: Hyung-Kyun Chung, Kyu Ha Lim (KOR) |
| 2000. szeptember 26. 9:30 | 2× 3×      |         | 4× 3× 1×         | Játékvezetők: Hyung-Kyun Chung, Kyu Ha Lim (KOR) |

| Csapat           | Helyezés |
| ---------------- | -------- |
| Ausztrália (AUS) | 12.      |

### Női
| Ausztrál női kézilabdacsapat-játékoskeret                                                                                             | Ausztrál női kézilabdacsapat-játékoskeret                                                                            |
| --- | --- |
| - Fiona Robinson-Hannan - Jana Jamnicky - Janni Bach - Jovana Milosevic - Katrina Shinfield - Kim Briggs - Lydia Kahmke - Mari Edland | - Marina Kopcalic - Petra Besta - Raelene Boulton - Rina Bjarnason - Sarah Hammond - Shelley Ormes - Vera Ignjatovic |

#### Eredmények
Csoportkör
B csoport
| Csapat           | M | Gy | D | V | G+  | G–  | Gk  | P |
| ---------------- | - | -- | - | - | --- | --- | --- | - |
| Norvégia (NOR)   | 4 | 4  | 0 | 0 | 101 | 72  | +29 | 8 |
| Dánia (DEN)      | 4 | 3  | 0 | 1 | 124 | 83  | +41 | 6 |
| Ausztria (AUT)   | 4 | 2  | 0 | 2 | 131 | 90  | +41 | 4 |
| Brazília (BRA)   | 4 | 1  | 0 | 3 | 100 | 133 | –33 | 2 |
| Ausztrália (AUS) | 4 | 0  | 0 | 4 | 59  | 137 | –78 | 0 |

| 2000. szeptember 17. 19:30 | Ausztrália (AUS) | 19–32  | Brazília (BRA)    | Játékvezetők: Branka Maric, Zorica Gardinovacki (YUG) |
| 2000. szeptember 17. 19:30 | Kahmke, Edland 4 | (7–15) | Roese, L. Silva 6 | Játékvezetők: Branka Maric, Zorica Gardinovacki (YUG) |
| 2000. szeptember 17. 19:30 | 4× 3×            |        | 4× 3×             | Játékvezetők: Branka Maric, Zorica Gardinovacki (YUG) |

| 2000. szeptember 19. 14:30 | Norvégia (NOR) | 28–18   | Ausztrália (AUS)     | Játékvezetők: Yasser Salim Aly Aly, Hassan Hassan Aly Hassan (EGY) |
| 2000. szeptember 19. 14:30 | Grini 13       | (12–11) | Shinfield, Boulton 4 | Játékvezetők: Yasser Salim Aly Aly, Hassan Hassan Aly Hassan (EGY) |
| 2000. szeptember 19. 14:30 | 4× 3×          |         | 4× 3×                | Játékvezetők: Yasser Salim Aly Aly, Hassan Hassan Aly Hassan (EGY) |

| 2000. szeptember 21. 19:30 | Ausztrália (AUS) | 12–38  | Dánia (DEN)         | Játékvezetők: Hyung-Kyun Chung, Kyu Ha Lim (KOR) |
| 2000. szeptember 21. 19:30 | Kahmke 5         | (6–18) | Andersen, Roslyng 7 | Játékvezetők: Hyung-Kyun Chung, Kyu Ha Lim (KOR) |
| 2000. szeptember 21. 19:30 | 2× 1×            |        | 3× 3×               | Játékvezetők: Hyung-Kyun Chung, Kyu Ha Lim (KOR) |

| 2000. szeptember 23. 19:30 | Ausztria (AUT) | 39–10  | Ausztrália (AUS) | Játékvezetők: Klucsó Jenő, Lekrinszky Tivadar (HUN) |
| 2000. szeptember 23. 19:30 | Logvin 8       | (17–6) | három játékos 2  | Játékvezetők: Klucsó Jenő, Lekrinszky Tivadar (HUN) |
| 2000. szeptember 23. 19:30 | 4× 2× 1×       |        | 2× 3×            | Játékvezetők: Klucsó Jenő, Lekrinszky Tivadar (HUN) |

A 9. helyért
| 2000. szeptember 28. 12:30 | Angola (ANG) | 26–18  | Ausztrália (AUS) | Játékvezetők: Yasser Salim Aly Aly, Hassan Hassan Aly Hassan (EGY) |
| 2000. szeptember 28. 12:30 | Mufuca 9     | (12–6) | Edland 6         | Játékvezetők: Yasser Salim Aly Aly, Hassan Hassan Aly Hassan (EGY) |
| 2000. szeptember 28. 12:30 | 4× 3×        |        | 3× 3× 1×         | Játékvezetők: Yasser Salim Aly Aly, Hassan Hassan Aly Hassan (EGY) |

| Csapat           | Helyezés |
| ---------------- | -------- |
| Ausztrália (AUS) | 10.      |

## Kosárlabda

### Férfi
| Ausztrál férfi kosárlabdacsapat-játékoskeret                                              | Ausztrál férfi kosárlabdacsapat-játékoskeret                                            |
| ----------------------------------------------------------------------------------------- | --------------------------------------------------------------------------------------- |
| - Chris Anstey - Mark Bradtke - Martin Cattalini - Andrew Gaze - Ricky Grace - Shane Heal | - Luc Longley - Sam MacKinnon - Brett Maher - Paul Rogers - Jason Smith - Andrew Vlahov |

#### Eredmények
Csoportkör
B csoport
| Csapat              | M | Gy | V | P+  | P–  | Pk   | P |
| ------------------- | - | -- | - | --- | --- | ---- | - |
| Kanada (CAN)        | 5 | 4  | 1 | 433 | 373 | +60  | 9 |
| Jugoszlávia (YUG)   | 5 | 4  | 1 | 372 | 338 | +34  | 9 |
| Ausztrália (AUS)    | 5 | 3  | 2 | 408 | 407 | +1   | 8 |
| Oroszország (RUS)   | 5 | 3  | 2 | 367 | 328 | +39  | 8 |
| Spanyolország (ESP) | 5 | 1  | 4 | 349 | 376 | –27  | 6 |
| Angola (ANG)        | 5 | 0  | 5 | 303 | 410 | –107 | 5 |

| 2000. szeptember 17. 16:30 | Kanada (CAN)        | 101–90    | Ausztrália (AUS)   | Nézőszám: 8353 |
| 2000. szeptember 17. 16:30 | (48–51) Jegyzőkönyv |           |                    | Nézőszám: 8353 |
| 2000. szeptember 17. 16:30 | Meeks 27            | Pont      | Gaze 24            | Nézőszám: 8353 |
| 2000. szeptember 17. 16:30 | MacCulloch 7        | Lepattanó | Bradtke, Longley 5 | Nézőszám: 8353 |
| 2000. szeptember 17. 16:30 | Nash 15             | Gólpassz  | Longley 7          | Nézőszám: 8353 |

| 2000. szeptember 19. 21:30 | Ausztrália (AUS)    | 66–80     | Jugoszlávia (SCG) | Nézőszám: 8406 |
| 2000. szeptember 19. 21:30 | (28–45) Jegyzőkönyv |           |                   | Nézőszám: 8406 |
| 2000. szeptember 19. 21:30 | Gaze 21             | Pont      | Bodiroga 19       | Nézőszám: 8406 |
| 2000. szeptember 19. 21:30 | Longley 5           | Lepattanó | Tomašević 8       | Nézőszám: 8406 |
| 2000. szeptember 19. 21:30 | Heal 6              | Gólpassz  | Bodiroga 6        | Nézőszám: 8406 |

| 2000. szeptember 21. 21:30 | Ausztrália (AUS)     | 75–71     | Oroszország (RUS) | Nézőszám: 8322 |
| 2000. szeptember 21. 21:30 | (47–30) Jegyzőkönyv  |           |                   | Nézőszám: 8322 |
| 2000. szeptember 21. 21:30 | Gaze, Heal 15        | Pont      | Fetyiszov 16      | Nézőszám: 8322 |
| 2000. szeptember 21. 21:30 | MacKinnon 8          | Lepattanó | öt játékos 5      | Nézőszám: 8322 |
| 2000. szeptember 21. 21:30 | MacKinnon, Longley 5 | Gólpassz  | J. Pasutyin 7     | Nézőszám: 8322 |

| 2000. szeptember 23. 16:30 | Angola (ANG)        | 75–86     | Ausztrália (AUS) | Nézőszám: 8446 |
| 2000. szeptember 23. 16:30 | (43–41) Jegyzőkönyv |           |                  | Nézőszám: 8446 |
| 2000. szeptember 23. 16:30 | Dias 18             | Pont      | Gaze 18          | Nézőszám: 8446 |
| 2000. szeptember 23. 16:30 | Lutonda 7           | Lepattanó | Bradtke 7        | Nézőszám: 8446 |
| 2000. szeptember 23. 16:30 | három játékos 3     | Gólpassz  | MacKinnon 6      | Nézőszám: 8446 |

| 2000. szeptember 25. 21:30 | Ausztrália (AUS)    | 91–80     | Spanyolország (ESP) | Nézőszám: 8398 |
| 2000. szeptember 25. 21:30 | (36–40) Jegyzőkönyv |           |                     | Nézőszám: 8398 |
| 2000. szeptember 25. 21:30 | Heal 26             | Pont      | Herreros 24         | Nézőszám: 8398 |
| 2000. szeptember 25. 21:30 | Bradtke 8           | Lepattanó | nyolc játékos 2     | Nézőszám: 8398 |
| 2000. szeptember 25. 21:30 | MacKinnon 6         | Gólpassz  | Rodríguez 7         | Nézőszám: 8398 |

Negyeddöntő
| 2000. szeptember 28. 15:00 | Olaszország (ITA)   | 62–65     | Ausztrália (AUS) | Nézőszám: 14 411 Játékvezetők: Davis Jones (USA), Pascal Dorizon (FRA) |
| 2000. szeptember 28. 15:00 | (27–31) Jegyzőkönyv |           |                  | Nézőszám: 14 411 Játékvezetők: Davis Jones (USA), Pascal Dorizon (FRA) |
| 2000. szeptember 28. 15:00 | Fucka 17            | Pont      | Gaze 27          | Nézőszám: 14 411 Játékvezetők: Davis Jones (USA), Pascal Dorizon (FRA) |
| 2000. szeptember 28. 15:00 | három játékos 4     | Lepattanó | Bradtke 8        | Nézőszám: 14 411 Játékvezetők: Davis Jones (USA), Pascal Dorizon (FRA) |
| 2000. szeptember 28. 15:00 | Fucka 3             | Gólpassz  | Gaze 4           | Nézőszám: 14 411 Játékvezetők: Davis Jones (USA), Pascal Dorizon (FRA) |

Elődöntő
| 2000. szeptember 29. 19:30 | Ausztrália (AUS)    | 52–76     | Franciaország (FRA) | Nézőszám: 14 653 Játékvezetők: Nikolaos Pitsilkas (GRE), Raul Chaves (ARG) |
| 2000. szeptember 29. 19:30 | (29–44) Jegyzőkönyv |           |                     | Nézőszám: 14 653 Játékvezetők: Nikolaos Pitsilkas (GRE), Raul Chaves (ARG) |
| 2000. szeptember 29. 19:30 | Gaze, Heal 10       | Pont      | Sciarra 16          | Nézőszám: 14 653 Játékvezetők: Nikolaos Pitsilkas (GRE), Raul Chaves (ARG) |
| 2000. szeptember 29. 19:30 | Bradtke 5           | Lepattanó | Weis 9              | Nézőszám: 14 653 Játékvezetők: Nikolaos Pitsilkas (GRE), Raul Chaves (ARG) |
| 2000. szeptember 29. 19:30 | Heal 5              | Gólpassz  | Sciarra 7           | Nézőszám: 14 653 Játékvezetők: Nikolaos Pitsilkas (GRE), Raul Chaves (ARG) |

Bronzmérkőzés
| 2000. október 1. 11:00 | Ausztrália (AUS)    | 71–89     | Litvánia (LTU) | Nézőszám: 14 833 Játékvezetők: Iztok Rems (SLO), Davis Jones (USA) |
| 2000. október 1. 11:00 | (35–31) Jegyzőkönyv |           |                | Nézőszám: 14 833 Játékvezetők: Iztok Rems (SLO), Davis Jones (USA) |
| 2000. október 1. 11:00 | Gaze 22             | Pont      | Štombergas 28  | Nézőszám: 14 833 Játékvezetők: Iztok Rems (SLO), Davis Jones (USA) |
| 2000. október 1. 11:00 | MacKinnon 7         | Lepattanó | Songaila 7     | Nézőszám: 14 833 Játékvezetők: Iztok Rems (SLO), Davis Jones (USA) |
| 2000. október 1. 11:00 | Heal 4              | Gólpassz  | Jasikevičius 6 | Nézőszám: 14 833 Játékvezetők: Iztok Rems (SLO), Davis Jones (USA) |

| Csapat           | Helyezés |
| ---------------- | -------- |
| Ausztrália (AUS) | 4.       |

### Női
| Ausztrál női kosárlabdacsapat-játékoskeret                                                  | Ausztrál női kosárlabdacsapat-játékoskeret                                                                |
| ------------------------------------------------------------------------------------------- | --- |
| - Carla Boyd - Sandy Brondello - Trish Fallon - Michelle Brogan - Kristi Harrower - Jo Hill | - Lauren Jackson - Annie La Fleur - Shelley Gorman-Sandie - Rachael Sporn - Michele Timms - Jenny Whittle |

#### Eredmények
Csoportkör
A csoport
| Csapat              | M | Gy | V | P+  | P–  | Pk   | P  |
| ------------------- | - | -- | - | --- | --- | ---- | -- |
| Ausztrália (AUS)    | 5 | 5  | 0 | 394 | 264 | +130 | 10 |
| Franciaország (FRA) | 5 | 4  | 1 | 338 | 287 | +51  | 9  |
| Brazília (BRA)      | 5 | 2  | 3 | 358 | 323 | +35  | 7  |
| Szlovákia (SVK)     | 5 | 2  | 3 | 294 | 292 | +2   | 7  |
| Kanada (CAN)        | 5 | 2  | 3 | 283 | 317 | –34  | 7  |
| Szenegál (SEN)      | 5 | 0  | 5 | 199 | 383 | –184 | 5  |

| 2000. szeptember 16. 16:30 | Kanada (CAN)           | 46–78     | Ausztrália (AUS)      | Nézőszám: 5330 |
| 2000. szeptember 16. 16:30 | (19–40) Jegyzőkönyv    |           |                       | Nézőszám: 5330 |
| 2000. szeptember 16. 16:30 | Dales, Sutton-Brown 13 | Pont      | Brondello, Jackson 18 | Nézőszám: 5330 |
| 2000. szeptember 16. 16:30 | Sutton-Brown 9         | Lepattanó | Jackson 8             | Nézőszám: 5330 |
| 2000. szeptember 16. 16:30 | Hendry, Bouchard 2     | Gólpassz  | Harrower 5            | Nézőszám: 5330 |

| 2000. szeptember 18. 21:30 | Ausztrália (AUS)    | 81–70     | Brazília (BRA)       | Nézőszám: 8337 |
| 2000. szeptember 18. 21:30 | (39–36) Jegyzőkönyv |           |                      | Nézőszám: 8337 |
| 2000. szeptember 18. 21:30 | Jackson 19          | Pont      | dos Santos Arcain 27 | Nézőszám: 8337 |
| 2000. szeptember 18. 21:30 | Brogan 5            | Lepattanó | Oliveira 9           | Nézőszám: 8337 |
| 2000. szeptember 18. 21:30 | Sporn 3             | Gólpassz  | Luz, Neves 3         | Nézőszám: 8337 |

| 2000. szeptember 20. 21:30 | Ausztrália (AUS)    | 70–47     | Szlovákia (SVK) | Nézőszám: 8412 |
| 2000. szeptember 20. 21:30 | (41–19) Jegyzőkönyv |           |                 | Nézőszám: 8412 |
| 2000. szeptember 20. 21:30 | Jackson 15          | Pont      | Godályová 13    | Nézőszám: 8412 |
| 2000. szeptember 20. 21:30 | Fallon, Jackson 5   | Lepattanó | Kováčová 8      | Nézőszám: 8412 |
| 2000. szeptember 20. 21:30 | hat játékos 2       | Gólpassz  | Kováčová 4      | Nézőszám: 8412 |

| 2000. szeptember 22. 19:30 | Szenegál (SEN)      | 39–96     | Ausztrália (AUS) | Nézőszám: 8426 |
| 2000. szeptember 22. 19:30 | (18–55) Jegyzőkönyv |           |                  | Nézőszám: 8426 |
| 2000. szeptember 22. 19:30 | M’Bengue 11         | Pont      | Boyd 15          | Nézőszám: 8426 |
| 2000. szeptember 22. 19:30 | M’Bengue 7          | Lepattanó | Whittle 8        | Nézőszám: 8426 |
| 2000. szeptember 22. 19:30 | Diakhaté 4          | Gólpassz  | Brogan 5         | Nézőszám: 8426 |

| 2000. szeptember 24. 16:30 | Franciaország (FRA) | 62–69     | Ausztrália (AUS) | Nézőszám: 8486 |
| 2000. szeptember 24. 16:30 | (28–38) Jegyzőkönyv |           |                  | Nézőszám: 8486 |
| 2000. szeptember 24. 16:30 | Fijalkowski 24      | Pont      | Brondello 18     | Nézőszám: 8486 |
| 2000. szeptember 24. 16:30 | Fijalkowski 7       | Lepattanó | Jackson 12       | Nézőszám: 8486 |
| 2000. szeptember 24. 16:30 | Melain 2            | Gólpassz  | Harrower 7       | Nézőszám: 8486 |

Negyeddöntő
| 2000. szeptember 27. 15:00 | Ausztrália (AUS)    | 76–48     | Lengyelország (POL)       | Nézőszám: 14 381 Játékvezetők: Denise Kantner (USA), Maogong Yang (CHN) |
| 2000. szeptember 27. 15:00 | (43–28) Jegyzőkönyv |           |                           | Nézőszám: 14 381 Játékvezetők: Denise Kantner (USA), Maogong Yang (CHN) |
| 2000. szeptember 27. 15:00 | Jackson 17          | Pont      | Trześniewska, M. Dydek 12 | Nézőszám: 14 381 Játékvezetők: Denise Kantner (USA), Maogong Yang (CHN) |
| 2000. szeptember 27. 15:00 | Brogan 9            | Lepattanó | M. Dydek 12               | Nézőszám: 14 381 Játékvezetők: Denise Kantner (USA), Maogong Yang (CHN) |
| 2000. szeptember 27. 15:00 | Harrower 5          | Gólpassz  | Predehl 3                 | Nézőszám: 14 381 Játékvezetők: Denise Kantner (USA), Maogong Yang (CHN) |

Elődöntő
| 2000. szeptember 29. 14:30 | Brazília (BRA)       | 52–64     | Ausztrália (AUS)      | Nézőszám: 14 698 Játékvezetők: Juan Figueroa (PUR), Iztok Rems (SLO) |
| 2000. szeptember 29. 14:30 | (27–36) Jegyzőkönyv  |           |                       | Nézőszám: 14 698 Játékvezetők: Juan Figueroa (PUR), Iztok Rems (SLO) |
| 2000. szeptember 29. 14:30 | dos Santos Arcain 21 | Pont      | Brondello, Jackson 16 | Nézőszám: 14 698 Játékvezetők: Juan Figueroa (PUR), Iztok Rems (SLO) |
| 2000. szeptember 29. 14:30 | Oliveira 14          | Lepattanó | Jackson 9             | Nézőszám: 14 698 Játékvezetők: Juan Figueroa (PUR), Iztok Rems (SLO) |
| 2000. szeptember 29. 14:30 | dos Santos Arcain 4  | Gólpassz  | Brogan, Harrower 4    | Nézőszám: 14 698 Játékvezetők: Juan Figueroa (PUR), Iztok Rems (SLO) |

Döntő
| 2000. október 1. 20:00 | Egyesült Államok (USA) | 76–54     | Ausztrália (AUS) | Nézőszám: 14 978 Játékvezetők: Nikolaos Pitsilkas (GRE), Raul Chaves (ARG) |
| 2000. október 1. 20:00 | (43–30) Jegyzőkönyv    |           |                  | Nézőszám: 14 978 Játékvezetők: Nikolaos Pitsilkas (GRE), Raul Chaves (ARG) |
| 2000. október 1. 20:00 | Leslie, Williams 15    | Pont      | Jackson 20       | Nézőszám: 14 978 Játékvezetők: Nikolaos Pitsilkas (GRE), Raul Chaves (ARG) |
| 2000. október 1. 20:00 | Griffith 12            | Lepattanó | Jackson 13       | Nézőszám: 14 978 Játékvezetők: Nikolaos Pitsilkas (GRE), Raul Chaves (ARG) |
| 2000. október 1. 20:00 | Edwards, Leslie 3      | Gólpassz  | Harrower 2       | Nézőszám: 14 978 Játékvezetők: Nikolaos Pitsilkas (GRE), Raul Chaves (ARG) |

| Csapat           | Helyezés |
| ---------------- | -------- |
| Ausztrália (AUS) |          |

## Labdarúgás

### Férfi
| Ausztrál férfi labdarúgócsapat-játékoskeret                                                                            | Ausztrál férfi labdarúgócsapat-játékoskeret                                                                                   |
| --- | --- |
| - Stan Lazaridis - Brett Emerton - Clayton Zane - Danny Milosevic - Hayden Foxe - Čulina - Josip Skoko - Kasey Wehrman | - Lucas Neill - Mark Bresciano - Mark Viduka - Michael Curcija - Nick Rizzo - Simon Colosimo - Stephen Laybutt - Vince Grella |

#### Eredmények
Csoportkör
A csoport
| Csapat            | M | Gy | D | V | Rg | Kg | Gk | P |
| ----------------- | - | -- | - | - | -- | -- | -- | - |
| Olaszország (ITA) | 3 | 2  | 1 | 0 | 5  | 2  | +3 | 7 |
| Nigéria (NGR)     | 3 | 1  | 2 | 0 | 7  | 6  | +1 | 5 |
| Honduras (HON)    | 3 | 1  | 1 | 1 | 6  | 7  | –1 | 4 |
| Ausztrália (AUS)  | 3 | 0  | 0 | 3 | 3  | 6  | –3 | 0 |

| 2000. szeptember 13. 20:00 |

| Ausztrália (AUS) | 0–1               | Olaszország (ITA) |
| ---------------- | ----------------- | ----------------- |
|                  | (0–0) Jegyzőkönyv | Pirlo 81'         |

| Melbourne Cricket Ground, Melbourne Nézőszám: 93 252 Játékvezető: Peter Prendergast (jamaicai) |

| 2000. szeptember 16. 20:00 |

| Ausztrália (AUS)     | 2–3               | Nigéria (NGR)                     |
| -------------------- | ----------------- | --------------------------------- |
| Foxe 41' Wehrman 44' | (2–2) Jegyzőkönyv | Ikedia 16' Aghahowa 22' Agali 64' |

| Sydney Football Stadium, Sydney Nézőszám: 38 080 Játékvezető: Carlos Simon (brazil) |

| 2000. szeptember 19. 20:00 |

| Ausztrália (AUS)    | 1–2               | Honduras (HON) |
| ------------------- | ----------------- | -------------- |
| Rosales 51' (öngól) | (0–1) Jegyzőkönyv | Suazo 3' 60'   |

| Sydney Football Stadium, Sydney Nézőszám: 37 788 Játékvezető: Mourad Daami (tunéziai) |

| Csapat           | Helyezés |
| ---------------- | -------- |
| Ausztrália (AUS) | 15.      |

### Női
| Ausztrál női labdarúgócsapat-játékoskeret                                                                                              | Ausztrál női labdarúgócsapat-játékoskeret                                                                                             |
| --- | --- |
| - Alicia Ferguson - Alison Forman - Amy Wilson - Anissa Tann-Darby - Bridgette Starr - Bryony Duus - Cheryl Salisbury - Dianne Alagich | - Heather Garriock - Julie Murray - Kate McShea - Kelly Golebiowski - Sacha Wainwright - Sharon Black - Sunni Hughes - Tracey Wheeler |

#### Eredmények
Csoportkör
E csoport
| Csapat            | M | Gy | D | V | Rg | Kg | Gk | P |
| ----------------- | - | -- | - | - | -- | -- | -- | - |
| Németország (GER) | 3 | 3  | 0 | 0 | 6  | 1  | +5 | 9 |
| Brazília (BRA)    | 3 | 2  | 0 | 1 | 5  | 3  | +2 | 6 |
| Svédország (SWE)  | 3 | 0  | 1 | 2 | 1  | 4  | –3 | 1 |
| Ausztrália (AUS)  | 3 | 0  | 1 | 2 | 2  | 6  | –4 | 1 |

| 2000. szeptember 13. 17:00 |

| Ausztrália (AUS) | 0–3               | Németország (GER)                    |
| ---------------- | ----------------- | ------------------------------------ |
|                  | (0–1) Jegyzőkönyv | Grings 39' Wiegmann 70' Lingor 90+1' |

| Bruce Stadium, Canberra Nézőszám: 24 800 Játékvezető: Bola Abidoye (nigériai) |

| 2000. szeptember 16. 17:00 |

| Ausztrália (AUS) | 1–1               | Svédország (SWE)         |
| ---------------- | ----------------- | ------------------------ |
| Salisbury 57'    | (0–0) Jegyzőkönyv | Andersson 66' (11-esből) |

| Sydney Football Stadium, Sydney Nézőszám: 33 600 Játékvezető: Sonia Denoncourt (kanadai) |

| 2000. szeptember 19. 17:30 |

| Ausztrália (AUS) | 1–2               | Brazília (BRA)       |
| ---------------- | ----------------- | -------------------- |
| Hughes 33'       | (1–0) Jegyzőkönyv | Raquel 56' Kátia 64' |

| Sydney Football Stadium, Sydney Nézőszám: 29 400 Játékvezető: Vibeke Karlsen (norvég) |

| Csapat           | Helyezés |
| ---------------- | -------- |
| Ausztrália (AUS) | 7.       |

## Lovaglás
Díjlovaglás
| Versenyző                                                   | Ló           | Versenyszám | 1. kör | 1. kör | 2. kör  | 2. kör  | 3. kör  | 3. kör  | Végeredmény | Végeredmény |
| Versenyző                                                   | Ló           | Versenyszám | Pont   | Hely.  | Pont    | Hely.   | Pont    | Hely.   | Pont        | Helyezés    |
| ----------------------------------------------------------- | ------------ | ----------- | ------ | ------ | ------- | ------- | ------- | ------- | ----------- | ----------- |
| Kristy Oatley-Nist                                          | Wall Street  | Egyéni      | 68,16  | 14.    | 70,23   | 14.     | 72,40   | 8.      | 210,79      | 9.          |
| Rachael Downs                                               | Aphrodite    | Egyéni      | 64,52  | 33.    | kiesett | kiesett | kiesett | kiesett | kiesett     | kiesett     |
| Mary Hanna                                                  | Limbo        | Egyéni      | 64,32  | 34.    | kiesett | kiesett | kiesett | kiesett | kiesett     | kiesett     |
| Ricky MacMillan                                             | Crisp        | Egyéni      | 64,08  | 35.*   | kiesett | kiesett | kiesett | kiesett | kiesett     | kiesett     |
| Kristy Oatley-Nist Rachael Downs Mary Hanna Ricky MacMillan | lásd fentebb | Csapat      |        |        |         |         |         |         | 4925        | 6.          |

Díjugratás
| Versenyző                                            | Ló              | Versenyszám | Selejtező | Selejtező | Selejtező | Selejtező | Selejtező | Selejtező | Selejtező | Selejtező | Döntő   | Döntő   | Döntő   | Döntő   | Végeredmény | Végeredmény |
| Versenyző                                            | Ló              | Versenyszám | 1. kör    | 1. kör    | 2. kör    | 2. kör    | 2. kör    | 3. kör    | 3. kör    | 3. kör    | 1. kör  | 1. kör  | 2. kör  | 2. kör  | Végeredmény | Végeredmény |
| Versenyző                                            | Ló              | Versenyszám | Bünt.     | Hely.     | Bünt.     | Össz.     | Hely.     | Bünt.     | Össz.     | Hely.     | Bünt.   | Hely.   | Bünt.   | Hely.   | Bünt.       | Helyezés    |
| ---------------------------------------------------- | --------------- | ----------- | --------- | --------- | --------- | --------- | --------- | --------- | --------- | --------- | ------- | ------- | ------- | ------- | ----------- | ----------- |
| Geoff Bloomfield                                     | Money Talks     | Egyéni      | 12,50     | 37.       | 16,00     | 28,50     | 52.       | 8,00      | 36,50     | 46.       | 12,00   | 20.     | 8,00    | 13.     | 20,00       | 20.***      |
| Jamie Coman                                          | LL Zazu         | Egyéni      | 4,25      | 5.        | 4,00      | 8,25      | 6.        | 8,00      | 16,25     | 12.       | 22,00   | 43.     | kiesett | kiesett | kiesett     | kiesett     |
| Ron Easey                                            | Rolling Thunder | Egyéni      | 16,75     | 53.       | 16,00     | 32,75     | 59.       | 12,00     | 44,75     | 52.       | kiesett | kiesett | kiesett | kiesett | kiesett     | kiesett     |
| Gavin Chester                                        | Another Flood   | Egyéni      | 13,00     | 40.       | 8,00      | 21,00     | 39.       | 32,00     | 53,00     | 60.       | kiesett | kiesett | kiesett | kiesett | kiesett     | kiesett     |
| Jamie Coman Geoff Bloomfield Ron Easey Gavin Chester | lásd fentebb    | Csapat      |           |           |           |           |           |           |           |           | 20,00   | 8.      | 36,00   | 10.     | 56,00       | 10.         |

Lovastusa
| Versenyző                                         | Ló                                                  | Versenyszám | Díjlovaglás | Díjlovaglás | Tereplovaglás | Tereplovaglás | Tereplovaglás | Díjugratás | Díjugratás | Végeredmény | Végeredmény |
| Versenyző                                         | Ló                                                  | Versenyszám | Bünt.       | Hely.       | Bünt.         | Hely.         | Össz.         | Bünt.      | Hely.      | Bünt.       | Helyezés    |
| ------------------------------------------------- | --------------------------------------------------- | ----------- | ----------- | ----------- | ------------- | ------------- | ------------- | ---------- | ---------- | ----------- | ----------- |
| Andrew Hoy                                        | Swizzle In                                          | Egyéni      | 39,80       | 5.          | 0,00          | 39,80         | 4.            | 0,00       | 1.         | 39,80       |             |
| Brook Staples                                     | Master Monarch                                      | Egyéni      | 47,60       | 15.         | 38,80         | 86,40         | 18.           | 10,00      | 13.        | 96,40       | 16.         |
| Amanda Ross                                       | Otto Schumaker                                      | Egyéni      | 44,80       | 11.         | 87,20         | 132,00        | 23.           | 10,00      | 13.        | 142,00      | 20.         |
| Stuart Tinney Andrew Hoy Matt Ryan Phillip Dutton | Jeepster Darien Powers Kibah Sandstone House Doctor | Csapat      | 112,60      | 1.          | 0,40          | 114,20        | 1.            | 32,00      | 4.         | 146,80      |             |

* - egy másik versenyzővel azonos eredményt ért el
*** - három másik versenyzővel azonos eredményt ért el

## Műugrás
Férfi
| Versenyző                  | Versenyszám          | Selejtező | Selejtező | Elődöntő | Elődöntő | Döntő   | Döntő    |
| Versenyző                  | Versenyszám          | Pont      | Helyezés  | Pont     | Helyezés | Pont    | Helyezés |
| -------------------------- | -------------------- | --------- | --------- | -------- | -------- | ------- | -------- |
| Dean Pullar                | Egyéni műugrás       | 406,65    | 8.        | 629,43   | 8.       | 647,40  | 5.       |
| Robert Newbery             | Egyéni műugrás       | 402,03    | 9.        | 594,90   | 15.      | kiesett | kiesett  |
| Robert Newbery             | Egyéni toronyugrás   | 434,70    | 9.        | 619,98   | 9.       | 613,98  | 10.      |
| Mathew Helm                | Egyéni toronyugrás   | 455,37    | 5.        | 653,40   | 4.       | 618,24  | 8.       |
| Robert Newbery Dean Pullar | Szinkron műugrás     |           |           |          |          | 322,86  |          |
| Robert Newbery Mathew Helm | Szinkron toronyugrás |           |           |          |          | 333,24  | 5.       |

Női
| Versenyző                                      | Versenyszám          | Selejtező | Selejtező | Elődöntő | Elődöntő | Döntő   | Döntő    |
| Versenyző                                      | Versenyszám          | Pont      | Helyezés  | Pont     | Helyezés | Pont    | Helyezés |
| ---------------------------------------------- | -------------------- | --------- | --------- | -------- | -------- | ------- | -------- |
| Chantelle Michell-Newbery                      | Egyéni műugrás       | 270,75    | 13.       | 499,59   | 12.      | 550,68  | 7.       |
| Rebecca Gilmore                                | Egyéni műugrás       | 259,74    | 18.*      | 475,29   | 17.      | kiesett | kiesett  |
| Rebecca Gilmore                                | Egyéni toronyugrás   | 288,99    | 12.       | 464,91   | 10.      | 448,95  | 11.      |
| Loudy Tourky-Wiggins                           | Egyéni toronyugrás   | 257,40    | 24.       | kiesett  | kiesett  | kiesett | kiesett  |
| Loudy Tourky-Wiggins Chantelle Michell-Newbery | Szinkron műugrás     |           |           |          |          | 283,05  | 4.       |
| Rebecca Gilmore Loudy Tourky-Wiggins           | Szinkron toronyugrás |           |           |          |          | 301,50  |          |

* - egy másik versenyzővel azonos eredményt ért el

## Ökölvívás
| Versenyző        | Versenyszám   | Selejtező                      | Nyolcaddöntő                              | Negyeddöntő                      | Elődöntő          | Döntő             | Helyezés |
| Versenyző        | Versenyszám   | Ellenfél Eredmény              | Ellenfél Eredmény                         | Ellenfél Eredmény                | Ellenfél Eredmény | Ellenfél Eredmény | Helyezés |
| ---------------- | ------------- | ------------------------------ | ----------------------------------------- | -------------------------------- | ----------------- | ----------------- | -------- |
| Erle Wiltshire   | Légsúly       | Jérôme Thomas (FRA) · 1-13     | kiesett                                   | kiesett                          | kiesett           | kiesett           | 17.      |
| Justin Kane      | Harmatsúly    | erőnyerő                       | Sontaya Chotipat Wongprates (THA) · 15-13 | Szerhij Danilcsenko (UKR) · 3-18 | kiesett           | kiesett           | 8.       |
| James Swan       | Pehelysúly    | Valdemir Pereira (BRA) · 4-8   | kiesett                                   | kiesett                          | kiesett           | kiesett           | 17.      |
| Michael Katsidis | Könnyűsúly    | Agnaldo Magalhães (BRA) · 15-6 | Nurzsan Karimzsanov (KAZ) · 7-9           | kiesett                          | kiesett           | kiesett           | 9.       |
| Henry Collins    | Kisváltósúly  | Ricardo Williams (USA) · 6-21  | kiesett                                   | kiesett                          | kiesett           | kiesett           | 17.      |
| Daniel Geale     | Váltósúly     | Leonard Bundu (ITA) · 2-4      | kiesett                                   | kiesett                          | kiesett           | kiesett           | 17.      |
| Richard Rowles   | Nagyváltósúly | Juan José Ubaldo (DOM) · 16-7  | Adnan Ćatić (GER) · 4-19                  | kiesett                          | kiesett           | kiesett           | 9.       |
| Paul Miller      | Középsúly     | Jerson Ravelo (DOM) · 8-7      | Vüqar Mursal Ələkbərov (AZE) · 8-9        | kiesett                          | kiesett           | kiesett           | 9.       |
| Danny Green      | Félnehézsúly  | Lino Barros (BRA) · 17-xxx     | Alekszandr Lebzjak (RUS) · 7-22           | kiesett                          | kiesett           | kiesett           | 9.       |

## Öttusa
| Versenyző     | Versenyszám | Lövészet | Lövészet | Lövészet | Vívás    | Vívás | Vívás | Úszás   | Úszás | Úszás | Lovaglás | Lovaglás | Lovaglás | Lovaglás | Futás    | Futás | Futás | Összesen    | Összesen |
| Versenyző     | Versenyszám | Pontszám | Pont     | Hely.    | Eredmény | Pont  | Hely. | Idő     | Pont  | Hely. | Idő      | Hibapont | Pont     | Hely.    | Idő      | Pont  | Hely. | Összes pont | Helyezés |
| ------------- | ----------- | -------- | -------- | -------- | -------- | ----- | ----- | ------- | ----- | ----- | -------- | -------- | -------- | -------- | -------- | ----- | ----- | ----------- | -------- |
| Rob McGregor  | Férfi       | 178      | 1072     | 11.      | 7-17     | 640   | 22.*  | 2:18,11 | 1119  | 24.   | 1:10,64  | 180      | 905      | 17.      | 9:48,26  | 1048  | 17.   | 4784        | 20.      |
| Kitty Chiller | Női         | 172      | 1000     | 16.      | 10-14    | 760   | 18.** | 2:25,84 | 1142  | 10.   | 53,26    | 60       | 1040     | 2.       | 11:34,02 | 944   | 14.   | 4886        | 14.      |

* - egy másik versenyzővel azonos eredményt ért el

** - két másik versenyzővel azonos eredményt ért el

## Röplabda

### Férfi
| Ausztrál férfi röplabdacsapat-játékoskeret                                           | Ausztrál férfi röplabdacsapat-játékoskeret                                                             |
| ------------------------------------------------------------------------------------ | --- |
| - Benjamin Hardy - Ben Loft - Dan Howard - Dan Ronan - David Beard - Hidde Van Beest | - Mark Williams - Nathan Jakavicius - Russell Wentworth - Scott Newcomb - Spiros Marazios - Steve Keir |

#### Eredmények
Csoportkör
A csoport
|                     |      | Mérkőzések | Mérkőzések | Szettek | Szettek | Szettek | Pontok | Pontok | Pontok |
| Csapat              | Pont | Gy         | V          | Sz+     | Sz–     | SzA     | P+     | P–     | PA     |
| ------------------- | ---- | ---------- | ---------- | ------- | ------- | ------- | ------ | ------ | ------ |
| Brazília (BRA)      | 10   | 5          | 0          | 15      | 1       | 15,000  | 415    | 331    | 1,254  |
| Hollandia (NED)     | 9    | 4          | 1          | 12      | 5       | 2,400   | 417    | 360    | 1,158  |
| Kuba (CUB)          | 8    | 3          | 2          | 9       | 7       | 1,286   | 383    | 335    | 1,143  |
| Ausztrália (AUS)    | 7    | 2          | 3          | 6       | 10      | 0,600   | 327    | 374    | 0,874  |
| Spanyolország (ESP) | 6    | 1          | 4          | 7       | 12      | 0,583   | 404    | 444    | 0,910  |
| Egyiptom (EGY)      | 5    | 0          | 5          | 1       | 15      | 0,067   | 309    | 411    | 0,752  |

| 2000. szeptember 17. 20:40 | Ausztrália (AUS)      | 0–3 | Brazília (BRA) | Nézőszám: 9020 Játékvezető: Hóbor Béla (HUN), Fernando Nava (MEX) |
| 2000. szeptember 17. 20:40 | (13–25, 14–25, 21–25) |     |                | Nézőszám: 9020 Játékvezető: Hóbor Béla (HUN), Fernando Nava (MEX) |

| 2000. szeptember 19. 18:30 | Hollandia (NED)       | 3–0 | Ausztrália (AUS) | Nézőszám: 8200 Játékvezető: Takashi Shimoyama (JPN), Ivan Golianski (RUS) |
| 2000. szeptember 19. 18:30 | (25–19, 25–17, 25–15) |     |                  | Nézőszám: 8200 Játékvezető: Takashi Shimoyama (JPN), Ivan Golianski (RUS) |

| 2000. szeptember 21. 20:30 | Ausztrália (AUS)             | 3–1 | Spanyolország (ESP) | Nézőszám: 8487 Játékvezető: Doug Wayne Wilson (USA), Kim Kun-Tae (KOR) |
| 2000. szeptember 21. 20:30 | (23–25, 25–20, 25–23, 25–19) |     |                     | Nézőszám: 8487 Játékvezető: Doug Wayne Wilson (USA), Kim Kun-Tae (KOR) |

| 2000. szeptember 23. 12:30 | Kuba (CUB)            | 3–0 | Ausztrália (AUS) | Nézőszám: 8128 Játékvezető: Paolo Porcari (ITA), Ivan Golianski (RUS) |
| 2000. szeptember 23. 12:30 | (25–17, 25–20, 25–18) |     |                  | Nézőszám: 8128 Játékvezető: Paolo Porcari (ITA), Ivan Golianski (RUS) |

| 2000. szeptember 25. 18:30 | Ausztrália (AUS)      | 3–0 | Egyiptom (EGY) | Nézőszám: 6900 Játékvezető: Klaus Fezer (GER), Fernando Nava (MEX) |
| 2000. szeptember 25. 18:30 | (25–17, 25–23, 25–22) |     |                | Nézőszám: 6900 Játékvezető: Klaus Fezer (GER), Fernando Nava (MEX) |

Negyeddöntő
| 2000. szeptember 27. 14:30 | Ausztrália (AUS)             | 1–3 | Olaszország (ITA) | Nézőszám: 7852 Játékvezető: Juan Angel Pereyra (ARG), Jose Ramon Perez Vento (CUB) |
| 2000. szeptember 27. 14:30 | (14–25, 25–22, 19–25, 15–25) |     |                   | Nézőszám: 7852 Játékvezető: Juan Angel Pereyra (ARG), Jose Ramon Perez Vento (CUB) |

Az 5–8. helyért
| 2000. szeptember 28. 12:30 | Hollandia (NED)       | 3–0 | Ausztrália (AUS) | Nézőszám: 4774 Játékvezető: Josebel Palmeirim (BRA), Jose Ramon Perez Vento (CUB) |
| 2000. szeptember 28. 12:30 | (25–20, 25–15, 25–21) |     |                  | Nézőszám: 4774 Játékvezető: Josebel Palmeirim (BRA), Jose Ramon Perez Vento (CUB) |

A 7. helyért
| 2000. szeptember 29. 12:30 | Kuba (CUB)            | 3–0 | Ausztrália (AUS) | Nézőszám: 8004 Játékvezető: Stoyan Kostov Stoyanov (BUL), Klaus Fezer (GER) |
| 2000. szeptember 29. 12:30 | (25–23, 25–11, 25–15) |     |                  | Nézőszám: 8004 Játékvezető: Stoyan Kostov Stoyanov (BUL), Klaus Fezer (GER) |

| Csapat           | Helyezés |
| ---------------- | -------- |
| Ausztrália (AUS) | 8.       |

### Női
| Ausztrál női röplabdacsapat-játékoskeret                                                   | Ausztrál női röplabdacsapat-játékoskeret                                                                  |
| ------------------------------------------------------------------------------------------ | --- |
| - Angela Clarke - Bea Daly - Christie Mokotupu - Liz Brett - Louise Bawden - Majella Brown | - Priscilla Ruddle - Rachel White - Renae Maycock - Sandi Bowen - Selina Scoble - Tamsin Barnett-Hinchley |

#### Eredmények
Csoportkör
A csoport
|                        |      | Mérkőzések | Mérkőzések | Szettek | Szettek | Szettek | Pontok | Pontok | Pontok |
| Csapat                 | Pont | Gy         | V          | Sz+     | Sz–     | SzA     | P+     | P–     | PA     |
| ---------------------- | ---- | ---------- | ---------- | ------- | ------- | ------- | ------ | ------ | ------ |
| Brazília (BRA)         | 10   | 5          | 0          | 15      | 1       | 15,000  | 395    | 272    | 1,452  |
| Egyesült Államok (USA) | 9    | 4          | 1          | 13      | 4       | 3,250   | 392    | 306    | 1,281  |
| Horvátország (CRO)     | 8    | 3          | 2          | 9       | 9       | 1,000   | 411    | 389    | 1,057  |
| Kína (CHN)             | 7    | 2          | 3          | 8       | 9       | 0,889   | 371    | 365    | 1,016  |
| Ausztrália (AUS)       | 6    | 1          | 4          | 4       | 13      | 0,308   | 303    | 408    | 0,743  |
| Kenya (KEN)            | 5    | 0          | 5          | 2       | 15      | 0,133   | 280    | 412    | 0,680  |

| 2000. szeptember 16. 14:30 | Horvátország (CRO)           | 3–1 | Ausztrália (AUS) | Nézőszám: 7330 Játékvezető: Juan Angel Pereyra (ARG), Mahmoud Hosni Abdel Megid (EGY) |
| 2000. szeptember 16. 14:30 | (25–21, 22–25, 25–14, 25–16) |     |                  | Nézőszám: 7330 Játékvezető: Juan Angel Pereyra (ARG), Mahmoud Hosni Abdel Megid (EGY) |

| 2000. szeptember 18. 18:30 | Ausztrália (AUS)      | 0–3 | Brazília (BRA) | Nézőszám: 7194 Játékvezető: Fernando Nava (MEX), Paolo Porcari (ITA) |
| 2000. szeptember 18. 18:30 | (13–25, 18–25, 17–25) |     |                | Nézőszám: 7194 Játékvezető: Fernando Nava (MEX), Paolo Porcari (ITA) |

| 2000. szeptember 20. 14:30 | Kenya (KEN)                  | 1–3 | Ausztrália (AUS) | Nézőszám: 6657 Játékvezető: Klaus Fezer (GER), Juan Angel Pereyra (ARG) |
| 2000. szeptember 20. 14:30 | (25–16, 20–25, 15–25, 26–28) |     |                  | Nézőszám: 6657 Játékvezető: Klaus Fezer (GER), Juan Angel Pereyra (ARG) |

| 2000. szeptember 22. 20:30 | Egyesült Államok (USA) | 3–0 | Ausztrália (AUS) | Nézőszám: 8219 Játékvezető: Jarmo Tapio Salonen (FIN), Ivan Golianski (RUS) |
| 2000. szeptember 22. 20:30 | (25–11, 25–17, 25–10)  |     |                  | Nézőszám: 8219 Játékvezető: Jarmo Tapio Salonen (FIN), Ivan Golianski (RUS) |

| 2000. szeptember 24. 18:30 | Ausztrália (AUS)      | 0–3 | Kína (CHN) | Nézőszám: 8176 Játékvezető: Jose Ramon Perez Vento (CUB), Klaus Fezer (GER) |
| 2000. szeptember 24. 18:30 | (18–25, 14–25, 15–25) |     |            | Nézőszám: 8176 Játékvezető: Jose Ramon Perez Vento (CUB), Klaus Fezer (GER) |

| Csapat           | Helyezés |
| ---------------- | -------- |
| Ausztrália (AUS) | 9.       |

### Strandröplabda

#### Férfi
| Versenyző                   | 1. forduló                                                 | Reményág                                                 | Reményág                                                  | Nyolcaddöntő                                     | Negyeddöntő       | Elődöntő          | Döntő             | Helyezés |
| Versenyző                   | 1. forduló                                                 | 1. forduló                                               | 2. forduló                                                | Nyolcaddöntő                                     | Negyeddöntő       | Elődöntő          | Döntő             | Helyezés |
| Versenyző                   | Ellenfél Eredmény                                          | Ellenfél Eredmény                                        | Ellenfél Eredmény                                         | Ellenfél Eredmény                                | Ellenfél Eredmény | Ellenfél Eredmény | Ellenfél Eredmény | Helyezés |
| --------------------------- | ---------------------------------------------------------- | -------------------------------------------------------- | --------------------------------------------------------- | ------------------------------------------------ | ----------------- | ----------------- | ----------------- | -------- |
| Julien Prosser Leo Zahner   | Mexikó (MEX) · Juan Rodriguez Ibarra · Joel Sotelo · 12-15 | Norvégia (NOR) · Jan Kvalheim · Bjorn Maaseide · 15-12   | Egyesült Államok (USA) · Rob Heidger · Kevin Wong · 15-11 | Svájc (SUI) · Martin Laciga · Paul Laciga · 8-15 | kiesett           | kiesett           | kiesett           | 9.       |
| Matt Grinlaubs Joshua Slack | Brazília (BRA) · Jose Loiola · Emanuel Rego · 3-15         | Argentína (ARG) · Mariano Baracetti · Jose Salema · 15-2 | Ausztria (AUT) · Nikolas Berger · Oliver Stamm · 10-15    | kiesett                                          | kiesett           | kiesett           | kiesett           | 17.      |

#### Női
| Versenyző                            | 1. forduló                                                           | Reményág                                                    | Reményág          | Nyolcaddöntő                                                    | Negyeddöntő                                                     | Elődöntő                                              | Döntő                                                       | Helyezés |
| Versenyző                            | 1. forduló                                                           | 1. forduló                                                  | 2. forduló        | Nyolcaddöntő                                                    | Negyeddöntő                                                     | Elődöntő                                              | Döntő                                                       | Helyezés |
| Versenyző                            | Ellenfél Eredmény                                                    | Ellenfél Eredmény                                           | Ellenfél Eredmény | Ellenfél Eredmény                                               | Ellenfél Eredmény                                               | Ellenfél Eredmény                                     | Ellenfél Eredmény                                           | Helyezés |
| ------------------------------------ | -------------------------------------------------------------------- | ----------------------------------------------------------- | ----------------- | --------------------------------------------------------------- | --------------------------------------------------------------- | ----------------------------------------------------- | ----------------------------------------------------------- | -------- |
| Natalie Cook Kerri Pottharst         | Mexikó (MEX) · Teresa Galindo · Hilda Gaxiola · 15-11                |                                                             |                   | Kína (CHN) · Rong Chi · Zi Xiong · 15-2                         | Olaszország (ITA) · Laura Bruschini · Annamaria Solazzi · 15-11 | Brazília (BRA) · Sandra Pires · Adriana Samuel · 15-6 | Brazília (BRA) · Shelda Bede · Adriana Behar · 12-11, 12-10 |          |
| Tania Gooley Pauline Manser          | Olaszország (ITA) · Daniela Gattelli · Lucilla Perrotta · 15-9       |                                                             |                   | Franciaország (FRA) · Anabelle Prawerman · Cecile Rigaux · 15-3 | Brazília (BRA) · Shelda Bede · Adriana Behar · 7-15             | kiesett                                               | kiesett                                                     | 5.       |
| Annette Huygens Tholen Sarah Straton | Egyesült Államok (USA) · Annett Davis · Jenny Johnson Jordan · 13-15 | Németország (GER) · Maike Friedrichsen · Danja Musch · 9-15 | kiesett           | kiesett                                                         | kiesett                                                         | kiesett                                               | kiesett                                                     | 19.      |

## Softball
| Ausztrál softballcsapat-játékoskeret                                                                                          | Ausztrál softballcsapat-játékoskeret                                                                                               |
| --- | --- |
| - Melanie Roche - Natalie Ward - Tanya Harding - Sandy Allen-Lewis - Jo Brown - Brooke Wilkins - Peta Edebone - Kerry Dienelt | - Sally McDermid-McCreedy - Selina Follas - Natalie Titcume - Kelly Hardie - Fiona Hanes-Crawford - Simmone Morrow - Sue Fairhurst |

### Eredmények
Csoportkör
| Csapat           | M | Gy | V | P+ | P– | Pk  |
| ---------------- | - | -- | - | -- | -- | --- |
| Japán            | 7 | 7  | 0 | 18 | 7  | +11 |
| Ausztrália       | 7 | 6  | 1 | 22 | 5  | +17 |
| Kína             | 7 | 5  | 2 | 26 | 4  | +22 |
| Egyesült Államok | 7 | 4  | 3 | 19 | 6  | +13 |
| Olaszország      | 7 | 2  | 5 | 3  | 27 | –24 |
| Új-Zéland        | 7 | 2  | 5 | 12 | 22 | –10 |
| Kuba             | 7 | 1  | 6 | 6  | 30 | –24 |
| Kanada           | 7 | 1  | 6 | 13 | 18 | –5  |

| 2000. szeptember 17. 20:00 |  | Új-Zéland (NZL) | 2–3 | Ausztrália |  |  |
| 2000. szeptember 17. 20:00 |  |                 |     |            |  |  |

| 2000. szeptember 18. 20:00 |  | Ausztrália (AUS) | 7–0 | Olaszország |  |  |
| 2000. szeptember 18. 20:00 |  |                  |     |             |  |  |

| 2000. szeptember 19. 20:00 |  | Ausztrália (AUS) | 1–0 | Kanada |  |  |
| 2000. szeptember 19. 20:00 |  |                  |     |        |  |  |

| 2000. szeptember 20. 13:00 |  | Japán (JPN) | 1–0 | Ausztrália |  |  |
| 2000. szeptember 20. 13:00 |  |             |     |            |  |  |

| 2000. szeptember 25. 19:30 |  | Ausztrália (AUS) | 0–1 | Egyesült Államok |  |  |
| 2000. szeptember 25. 19:30 |  |                  |     |                  |  |  |

| 2000. szeptember 22. 17:30 |  | Kína (CHN) | 0–1 | Ausztrália |  |  |
| 2000. szeptember 22. 17:30 |  |            |     |            |  |  |

| 2000. szeptember 23. 10:30 |  | Ausztrália (AUS) | 8–1 | Kuba |  |  |
| 2000. szeptember 23. 10:30 |  |                  |     |      |  |  |

Elődöntő
| 2000. szeptember 25. 9:30 |  | Japán (JPN) | 1–0 | Ausztrália |  |  |
| 2000. szeptember 25. 9:30 |  |             |     |            |  |  |

A döntőbe jutásért
| 2000. szeptember 25. 19:30 |  | Ausztrália (AUS) | 0–1 | Egyesült Államok |  |  |
| 2000. szeptember 25. 19:30 |  |                  |     |                  |  |  |

| Csapat     | Helyezés |
| ---------- | -------- |
| Ausztrália |          |

## Sportlövészet
Férfi
| Versenyző        | Versenyszám           | Selejtező | Selejtező | Döntő              | Döntő    |
| Versenyző        | Versenyszám           | Pont      | Helyezés  | Pont               | Helyezés |
| ---------------- | --------------------- | --------- | --------- | ------------------ | -------- |
| David Moore      | Szabadpisztoly        | 556       | 18.*      | kiesett            | kiesett  |
| David Moore      | Légpisztoly           | 567       | 32.       | kiesett            | kiesett  |
| David Porter     | Légpisztoly           | 561       | 38.       | kiesett            | kiesett  |
| David Porter     | Szabadpisztoly        | 553       | 20.**     | kiesett            | kiesett  |
| David Chapman    | Gyorstüzelő pisztoly  | 557       | 20.       | kiesett            | kiesett  |
| Robert Wieland   | Légpuska              | 587       | 27.***    | kiesett            | kiesett  |
| Timothy Lowndes  | Légpuska              | 582       | 41.*      | kiesett            | kiesett  |
| Timothy Lowndes  | Sportpuska, összetett | 1159      | 20.*      | kiesett            | kiesett  |
| Timothy Lowndes  | Sportpuska, fekvő     | 593       | 19.*****  | kiesett            | kiesett  |
| Warren Potent    | Sportpuska, fekvő     | 593       | 19.*****  | kiesett            | kiesett  |
| Samuel Wieland   | Sportpuska, összetett | 1158      | 22.**     | kiesett            | kiesett  |
| David Jones      | Futócéllövészet       | 562       | 16.       | kiesett            | kiesett  |
| Adam Gitsham     | Futócéllövészet       | 556       | 17.       | kiesett            | kiesett  |
| Michael Diamond  | Dupla trap            | 135       | 8.*       | kiesett            | kiesett  |
| Michael Diamond  | Trap                  | 122       | 1.        | 147                |          |
| Russell Mark     | Trap                  | 113       | 13.**     | kiesett            | kiesett  |
| Russell Mark     | Dupla trap            | 143       | 1.        | 187 (szétlövés: 2) |          |
| Clive Barton     | Skeet                 | 121       | 14.****   | kiesett            | kiesett  |
| David Cunningham | Skeet                 | 116       | 39.***    | kiesett            | kiesett  |

Női
| Versenyző                           | Versenyszám           | Selejtező | Selejtező | Döntő   | Döntő    |
| Versenyző                           | Versenyszám           | Pont      | Helyezés  | Pont    | Helyezés |
| ----------------------------------- | --------------------- | --------- | --------- | ------- | -------- |
| Annemarie Forder                    | Légpisztoly           | 385       | 5.        | 484,0   |          |
| Linda Ryan                          | Légpisztoly           | 375       | 28.**     | kiesett | kiesett  |
| Linda Ryan                          | Sportpisztoly         | 579       | 11.***    | kiesett | kiesett  |
| Christine Trefry                    | Sportpisztoly         | 578       | 15.*      | kiesett | kiesett  |
| Lindy Imgrund                       | Légpuska              | 387       | 41.*      | kiesett | kiesett  |
| Sue McCready                        | Légpuska              | 392       | 15.****   | kiesett | kiesett  |
| Sue McCready                        | Sportpuska, összetett | 574       | 20.*      | kiesett | kiesett  |
| Carrie Quigley                      | Sportpuska, összetett | 551       | 39.       | kiesett | kiesett  |
| Lisa-Anne Smith                     | Trap                  | 62        | 10.*      | kiesett | kiesett  |
| Deserie Huddleston-Wakefield-Baynes | Trap                  | 61        | 12.       | kiesett | kiesett  |
| Deserie Huddleston-Wakefield-Baynes | Dupla trap            | 97        | 12.       | kiesett | kiesett  |
| Annmaree Roberts                    | Dupla trap            | 98        | 9.**      | kiesett | kiesett  |
| Tash Lonsdale                       | Skeet                 | 70        | 3.***     | 93      | 4.       |

* - egy másik versenyzővel azonos eredményt ért el

** - két másik versenyzővel azonos eredményt ért el

*** - három másik versenyzővel azonos eredményt ért el

**** - hét másik versenyzővel azonos eredményt ért el

***** - nyolc másik versenyzővel azonos eredményt ért el

## Súlyemelés
Férfi
| Versenyző       | Versenyszám | Szakítás | Szakítás | Lökés    | Lökés    | Összesen | Helyezés |
| Versenyző       | Versenyszám | Eredmény | Helyezés | Eredmény | Helyezés | Összesen | Helyezés |
| --------------- | ----------- | -------- | -------- | -------- | -------- | -------- | -------- |
| Mehmet Yagci    | 56 kg       | 105,0    | 16.*     | 130,0    | 17.*     | 235,0    | 17.      |
| Yuri Sarkisyan  | 62 kg       | 125,0    | 12.*     | 165,0    | 5.*      | 290,0    | 9.       |
| Damian Brown    | 77 kg       | 145,0    | 13.*     | 175,0    | 14.      | 320,0    | 14.      |
| Sergo Chakhoyan | 85 kg       | 175,0    | 3.*      | 202,5    | 9.*      | 377,5    | 6.       |
| Alex Karapetyan | 94 kg       | 175,0    | 10.*     | 207,5    | 10.*     | 382,5    | 10.      |
| Kiril Kounev    | 94 kg       | 170,0    | 14.*     | 205,0    | 12.      | 375,0    | 14.      |
| Anthony Martin  | +105 kg     | 162,5    | 19.      | 207,5    | 18.      | 370,0    | 18.      |
| Chris Rae       | +105 kg     | 155,0    | 22.      | 205,0    | 19.      | 360,0    | 19.      |

Női
| Versenyző        | Versenyszám | Szakítás | Szakítás | Lökés    | Lökés    | Összesen | Helyezés |
| Versenyző        | Versenyszám | Eredmény | Helyezés | Eredmény | Helyezés | Összesen | Helyezés |
| ---------------- | ----------- | -------- | -------- | -------- | -------- | -------- | -------- |
| Natasha Barker   | 58 kg       | 77,5     | 12.*     | 102,5    | 10.      | 180,0    | 10.      |
| Meagan Warthold  | 58 kg       | 75,0     | 14.      | 100,0    | 11.*     | 175,0    | 12.      |
| Amanda Phillips  | 63 kg       | 82,5     | 7.       | 107,5    | 6.       | 190,0    | 6.       |
| Michelle Kettner | 69 kg       | 100,0    | 5.*      | 122,5    | 10.      | 222,5    | 9.       |

* - egy másik versenyzővel azonos eredményt ért el

## Szinkronúszás
| Versenyző | Versenyszám | Selejtező           | Selejtező           | Selejtező        | Selejtező        | Selejtező  | Selejtező  | Döntő               | Döntő               | Döntő            | Döntő            | Döntő      | Döntő      |
| Versenyző | Versenyszám | Technikai gyakorlat | Technikai gyakorlat | Szabad gyakorlat | Szabad gyakorlat | Összesítés | Összesítés | Technikai gyakorlat | Technikai gyakorlat | Szabad gyakorlat | Szabad gyakorlat | Összesítés | Összesítés |
| Versenyző | Versenyszám | Pont                | Hely.               | Pont             | Hely.            | Pont       | Hely.      | Pont                | Hely.               | Pont             | Hely.            | Pont       | Helyezés   |
| --- | ----------- | ------------------- | ------------------- | ---------------- | ---------------- | ---------- | ---------- | ------------------- | ------------------- | ---------------- | ---------------- | ---------- | ---------- |
| Irena Olevsky Naomi Young | Páros       | 87,267              | 16.                 | 86,867           | 16.              | 87,007     | 16.        | kiesett             | kiesett             | kiesett          | kiesett          | kiesett    | kiesett    |
| Tracey Davis Kelly Geraghty Amanda Laird Katrina Orpwood Rachel Ren Cathryn Wightman Naomi Young Dannielle Liesch Irena Olevsky | Csapat      |                     |                     |                  |                  |            |            | 89,667              | 8.                  | 89,400           | 8.               | 89,493     | 8.         |

## Taekwondo
Férfi
| Versenyző       | Versenyszám | Selejtező                    | Negyeddöntő                    | Elődöntő                  | Vigaszág negyeddöntő              | Vigaszág elődöntő        | Bronz- mérkőzés   | Döntő                    | Helyezés |
| Versenyző       | Versenyszám | Ellenfél Eredmény            | Ellenfél Eredmény              | Ellenfél Eredmény         | Ellenfél Eredmény                 | Ellenfél Eredmény        | Ellenfél Eredmény | Ellenfél Eredmény        | Helyezés |
| --------------- | ----------- | ---------------------------- | ------------------------------ | ------------------------- | --------------------------------- | ------------------------ | ----------------- | ------------------------ | -------- |
| Paul Lyons      | Légsúly     | Younès Sekkat (MAR) · 4-4    | kiesett                        | kiesett                   |                                   |                          |                   |                          | 10.      |
| Carlo Massimino | Pehelysúly  | Francisco Zas (ESP) · 3-3    | Steven López (USA) · 1-1       |                           | Claudio Nolano (ITA) · 9-7        | Hádi Szái (IRI) · 5-6    | kiesett           |                          | 5.       |
| Warren Hansen   | Váltósúly   | Muhammed Dahmani (DEN) · 6-5 | Faissal Ebnoutalib (GER) · 1-2 |                           | Mohammed el-Farárdzse (JOR) · 5-4 | Roman Livaja (SWE) · 0-1 | kiesett           |                          | 5.       |
| Daniel Trenton  | Nehézsúly   | Marcus Thorén (SWE) · 6-3    | Colin Daley (GBR) · 8-4        | Milton Castro (COL) · 8-2 |                                   |                          |                   | Kim Gjonghun (KOR) · 2-6 |          |

Női
| Versenyző       | Versenyszám | Selejtező                  | Negyeddöntő            | Elődöntő                        | Vigaszág negyeddöntő          | Vigaszág elődöntő | Bronz- mérkőzés   | Döntő                      | Helyezés |
| Versenyző       | Versenyszám | Ellenfél Eredmény          | Ellenfél Eredmény      | Ellenfél Eredmény               | Ellenfél Eredmény             | Ellenfél Eredmény | Ellenfél Eredmény | Ellenfél Eredmény          | Helyezés |
| --------------- | ----------- | -------------------------- | ---------------------- | ------------------------------- | ----------------------------- | ----------------- | ----------------- | -------------------------- | -------- |
| Lauren Burns    | Légsúly     | erőnyerő                   | Chi Shu-Ju (TPE) · 3-3 | Hanne Høegh Poulsen (DEN) · 1-0 |                               |                   |                   | Urbia Meléndez (CUB) · 4-2 |          |
| Cynthia Cameron | Pehelysúly  | Hsu Chih-Ling (TPE) · 0-6  | kiesett                | kiesett                         |                               |                   |                   |                            | 10.      |
| Lisa O'Keefe    | Váltósúly   | Mirjam Müskens (NED) · 6-8 | kiesett                | kiesett                         |                               |                   |                   |                            | 9.       |
| Tanya White     | Nehézsúly   | Chen Zhong (CHN) · 0-6     |                        |                                 | Mounia Bourguigue (MAR) · 1-3 | kiesett           | kiesett           |                            | 7.       |

## Tenisz
Férfi
| Versenyző                      | Versenyszám | 64-es főtábla                     | 32-es főtábla                   | Nyolcaddöntő                                            | Negyeddöntő                                                | Elődöntő                                                      | Bronz- mérkőzés   | Döntő                                                                | Helyezés |
| Versenyző                      | Versenyszám | Ellenfél Eredmény                 | Ellenfél Eredmény               | Ellenfél Eredmény                                       | Ellenfél Eredmény                                          | Ellenfél Eredmény                                             | Ellenfél Eredmény | Ellenfél Eredmény                                                    | Helyezés |
| ------------------------------ | ----------- | --------------------------------- | ------------------------------- | ------------------------------------------------------- | ---------------------------------------------------------- | ------------------------------------------------------------- | ----------------- | -------------------------------------------------------------------- | -------- |
| Mark Philippoussis             | Egyes       | Thomas Johansson (SWE) · 7–6, 6–4 | Kristian Pless (DEN) · 6–4, 6–4 | Jevgenyij Kafelnyikov (RUS) · 6–7, 3–6                  | kiesett                                                    | kiesett                                                       | kiesett           | kiesett                                                              | 9.       |
| Patrick Rafter                 | Egyes       | Vince Spadea (USA) · 6–4, 6–3     | Daniel Nestor (CAN) · 5–7, 6–7  | kiesett                                                 | kiesett                                                    | kiesett                                                       | kiesett           | kiesett                                                              | 17.      |
| Andrew Ilie                    | Egyes       | Fernando Vicente (ESP) · 3–6, 3–6 | kiesett                         | kiesett                                                 | kiesett                                                    | kiesett                                                       | kiesett           | kiesett                                                              | 33.      |
| Lleyton Hewitt                 | Egyes       | Makszim Mirni (BLR) · 3–6, 3–6    | kiesett                         | kiesett                                                 | kiesett                                                    | kiesett                                                       | kiesett           | kiesett                                                              | 33.      |
| Todd Woodbridge Mark Woodforde | Páros       |                                   | erőnyerő                        | India (IND) · Mahes Bhúpati · Lijendar Pedzs · 6–3, 7–6 | Szlovákia (SVK) · Dominik Hrbatý · Karol Kučera · 7–6, 6–4 | Spanyolország (ESP) · Àlex Corretja · Albert Costa · 6–3, 7–6 |                   | Kanada (CAN) · Sébastien Lareau · Daniel Nestor · 7–5, 3–6, 4–6, 6–7 |          |

Női
| Versenyző                  | Versenyszám | 64-es főtábla                      | 32-es főtábla                                                    | Nyolcaddöntő                                                       | Negyeddöntő                          | Elődöntő                                  | Bronz- mérkőzés                                | Döntő             | Helyezés |
| Versenyző                  | Versenyszám | Ellenfél Eredmény                  | Ellenfél Eredmény                                                | Ellenfél Eredmény                                                  | Ellenfél Eredmény                    | Ellenfél Eredmény                         | Ellenfél Eredmény                              | Ellenfél Eredmény | Helyezés |
| -------------------------- | ----------- | ---------------------------------- | ---------------------------------------------------------------- | ------------------------------------------------------------------ | ------------------------------------ | ----------------------------------------- | ---------------------------------------------- | ----------------- | -------- |
| Jelena Dokić               | Egyes       | Szugijama Ai (JPN) · 6–0, 7–6      | Rita Grande (ITA) · 5–7, 6–3, 6–3                                | Rossana de los Ríos (PAR) · 7–6, 7–5                               | Amanda Coetzer (RSA) · 6–1, 1–6, 6–1 | Jelena Gyementyjeva (RUS) · 6–2, 4–6, 4–6 | Bronzmérkőzés · Szeles Mónika (USA) · 1–6, 4–6 |                   | 4.       |
| Nicole Pratt               | Egyes       | Ruxandra Dragomir (ROU) · 6–3, 6–3 | Nathalie Dechy (FRA) · 3–6, 1–6                                  | kiesett                                                            | kiesett                              | kiesett                                   | kiesett                                        | kiesett           | 17.      |
| Alicia Molik               | Egyes       | Barbara Schett (AUT) · 6–7, 2–6    | kiesett                                                          | kiesett                                                            | kiesett                              | kiesett                                   | kiesett                                        | kiesett           | 33.      |
| Jelena Dokić Rennae Stubbs | Páros       |                                    | India (IND) · Manisa Malhotra · Nirupama Vaidjanathan · 6–0, 6–0 | Hollandia (NED) · Kristie Boogert · Miriam Oremans · 6–2, 6–7, 4–6 | kiesett                              | kiesett                                   | kiesett                                        | kiesett           | 9.       |

## Tollaslabda
| Versenyző                     | Versenyszám  | Selejtező                                 | 32-es főtábla                                                                      | Nyolcaddöntő      | Negyeddöntő       | Elődöntő          | Döntő             | Helyezés |
| Versenyző                     | Versenyszám  | Ellenfél Eredmény                         | Ellenfél Eredmény                                                                  | Ellenfél Eredmény | Ellenfél Eredmény | Ellenfél Eredmény | Ellenfél Eredmény | Helyezés |
| ----------------------------- | ------------ | ----------------------------------------- | ---------------------------------------------------------------------------------- | ----------------- | ----------------- | ----------------- | ----------------- | -------- |
| Rio Suryana                   | Férfi egyes  | erőnyerő                                  | Svetoslav Stoyanov (BUL) · 8–15, 15–2, 13–15                                       | kiesett           | kiesett           | kiesett           | kiesett           | 17.      |
| David Bamford Peter Blackburn | Férfi páros  |                                           | Lengyelország (POL) · Michał Łogosz · Robert Mateusiak · 5–15, 17–16, 6–15         | kiesett           | kiesett           | kiesett           | kiesett           | 17.      |
| Rayoni Head                   | Női egyes    | Robbyn Hermitage (CAN) · 11–7, 11–2       | Chan Ya-Lin (TPE) · 1–11, 1–11                                                     | kiesett           | kiesett           | kiesett           | kiesett           | 17.      |
| Rhonda Cator                  | Női egyes    | erőnyerő                                  | Nicole Grether (GER) · 3–11, 3–11                                                  | kiesett           | kiesett           | kiesett           | kiesett           | 17.      |
| Kellie Lucas                  | Női egyes    | Neli Negyalkova-Boteva (BUL) · 5–11, 6–11 | kiesett                                                                            | kiesett           | kiesett           | kiesett           | kiesett           | 33.      |
| Amanda Hardy Rhonda Cator     | Női páros    |                                           | Kanada (CAN) · Milaine Cloutier · Robbyn Hermitage · 13–15, 6–15                   | kiesett           | kiesett           | kiesett           | kiesett           | 17.      |
| Kellie Lucas Rayoni Head      | Női páros    |                                           | Thaiföld (THA) · Saralee Thungthongkam · Sujitra Ekmongkolpaisarn · 7–15, 4–15     | kiesett           | kiesett           | kiesett           | kiesett           | 17.      |
| Amanda Hardy David Bamford    | Vegyes páros |                                           | Hollandia (NED) · Erica van den Heuvel · Chris Bruil · 10–15, 3–15                 | kiesett           | kiesett           | kiesett           | kiesett           | 17.      |
| Kellie Lucas Rio Suryana      | Vegyes páros |                                           | Kína (CHN) · Chen Lin · Csen Csi-csiu · 0–15, 3–15                                 | kiesett           | kiesett           | kiesett           | kiesett           | 17.      |
| Rhonda Cator Peter Blackburn  | Vegyes páros |                                           | Thaiföld (THA) · Saralee Thungthongkam · Khunakorn Sudhisodhi · 15–11, 7–15, 16–17 | kiesett           | kiesett           | kiesett           | kiesett           | 17.      |

## Torna
Férfi
| Versenyző      | Versenyszám      | Selejtező | Selejtező | Döntő    | Döntő    |
| Versenyző      | Versenyszám      | Pontszám  | Helyezés  | Pontszám | Helyezés |
| -------------- | ---------------- | --------- | --------- | -------- | -------- |
| Philippe Rizzo | Talaj            | 9,312     | 33.       | kiesett  | kiesett  |
| Philippe Rizzo | Ugrás            | 9,037     | 67.*      | kiesett  | kiesett  |
| Philippe Rizzo | Korlát           | 9,237     | 51.*      | kiesett  | kiesett  |
| Philippe Rizzo | Nyújtó           | 8,475     | 76.       | kiesett  | kiesett  |
| Philippe Rizzo | Gyűrű            | 8,837     | 68.*      | kiesett  | kiesett  |
| Philippe Rizzo | Lólengés         | 9,225     | 58.       | kiesett  | kiesett  |
| Philippe Rizzo | Egyéni összetett | 54,123    | 44.       | 55,786   | 28.*     |
| Damian Istria  | Talaj            | 9,012     | 51.*      | kiesett  | kiesett  |
| Damian Istria  | Ugrás            | 9,275     | 51.**     | kiesett  | kiesett  |
| Damian Istria  | Korlát           | 8,937     | 66.       | kiesett  | kiesett  |
| Damian Istria  | Nyújtó           | 9,112     | 67.       | kiesett  | kiesett  |
| Damian Istria  | Gyűrű            | 9,462     | 39.****   | kiesett  | kiesett  |
| Damian Istria  | Lólengés         | 8,175     | 77.       | kiesett  | kiesett  |
| Damian Istria  | Egyéni összetett | 53,973    | 47.       | kiesett  | kiesett  |

Női
| Versenyző                                                                               | Versenyszám      | Selejtező | Selejtező | Döntő    | Döntő    |
| Versenyző                                                                               | Versenyszám      | Pontszám  | Helyezés  | Pontszám | Helyezés |
| --------------------------------------------------------------------------------------- | ---------------- | --------- | --------- | -------- | -------- |
| Lisa Skinner                                                                            | Talaj            | 9,725     | 4.        | 9,012    | 7.       |
| Lisa Skinner                                                                            | Ugrás            | 9,156     | 46.       | kiesett  | kiesett  |
| Lisa Skinner                                                                            | Felemás korlát   | 9,687     | 11.***    | kiesett  | kiesett  |
| Lisa Skinner                                                                            | Gerenda          | 9,162     | 58.       | kiesett  | kiesett  |
| Lisa Skinner                                                                            | Egyéni összetett | 37,730    | 17.       | 38,193   | 8.       |
| Allana Slater                                                                           | Talaj            | 9,625     | 9.        | kiesett  | kiesett  |
| Allana Slater                                                                           | Ugrás            | 8,268     | 81.       | kiesett  | kiesett  |
| Allana Slater                                                                           | Felemás korlát   | 9,675     | 15.**     | kiesett  | kiesett  |
| Allana Slater                                                                           | Gerenda          | 9,387     | 36.*      | kiesett  | kiesett  |
| Allana Slater                                                                           | Egyéni összetett | 36,955    | 38.       | 37,511   | 16.      |
| Brooke Walker                                                                           | Talaj            | 9,375     | 27.       | kiesett  | kiesett  |
| Brooke Walker                                                                           | Ugrás            | 8,368     | 80.       | kiesett  | kiesett  |
| Brooke Walker                                                                           | Felemás korlát   | 9,562     | 33.*      | kiesett  | kiesett  |
| Brooke Walker                                                                           | Gerenda          | 9,175     | 56.*      | kiesett  | kiesett  |
| Brooke Walker                                                                           | Egyéni összetett | 36,480    | 43.       | kiesett  | kiesett  |
| Trudy McIntosh                                                                          | Talaj            | 9,612     | 10.***    | kiesett  | kiesett  |
| Trudy McIntosh                                                                          | Ugrás            | 9,506     | 11.       | kiesett  | kiesett  |
| Trudy McIntosh                                                                          | Gerenda          | 9,612     | 19.       | kiesett  | kiesett  |
| Trudy McIntosh                                                                          | Egyéni összetett | 28,730    | 65.       | kiesett  | kiesett  |
| Alexandra Croak                                                                         | Talaj            | 9,250     | 43.       | kiesett  | kiesett  |
| Alexandra Croak                                                                         | Felemás korlát   | 9,275     | 55.       | kiesett  | kiesett  |
| Alexandra Croak                                                                         | Gerenda          | 9,562     | 21.**     | kiesett  | kiesett  |
| Alexandra Croak                                                                         | Egyéni összetett | 28,087    | 69.       | kiesett  | kiesett  |
| Melinda Cleland                                                                         | Ugrás            | 9,393     | 20.*      | kiesett  | kiesett  |
| Melinda Cleland                                                                         | Felemás korlát   | 9,637     | 22.*      | kiesett  | kiesett  |
| Melinda Cleland                                                                         | Egyéni összetett | 19,030    | 81.       | kiesett  | kiesett  |
| Lisa Skinner Allana Slater Brooke Walker Trudy McIntosh Alexandra Croak Melinda Cleland | Csapat összetett | 151,057   | 6.        | kiesett  | kiesett  |

* - egy másik versenyzővel azonos eredményt ért el

** - két másik versenyzővel azonos eredményt ért el

*** - három másik versenyzővel azonos eredményt ért el

**** - négy másik versenyzővel azonos eredményt ért el

### Ritmikus gimnasztika
| Versenyző  | Versenyszám | Selejtező | Selejtező | Selejtező | Selejtező | Selejtező | Selejtező | Selejtező | Selejtező | Selejtező | Selejtező | Döntő   | Döntő   | Döntő   | Döntő   | Döntő   | Döntő   | Döntő   | Döntő   | Döntő    | Döntő    |
| Versenyző  | Versenyszám | Kötél     | Kötél     | Karika    | Karika    | Labda     | Labda     | Szalag    | Szalag    | Összesen  | Összesen  | Kötél   | Kötél   | Karika  | Karika  | Labda   | Labda   | Szalag  | Szalag  | Összesen | Összesen |
| Versenyző  | Versenyszám | Pont      | Hely.     | Pont      | Hely.     | Pont      | Hely.     | Pont      | Hely.     | Pont      | Hely.     | Pont    | Hely.   | Pont    | Hely.   | Pont    | Hely.   | Pont    | Hely.   | Pont     | Hely.    |
| ---------- | ----------- | --------- | --------- | --------- | --------- | --------- | --------- | --------- | --------- | --------- | --------- | ------- | ------- | ------- | ------- | ------- | ------- | ------- | ------- | -------- | -------- |
| Dani Leray | Egyéni      | 9,575     | 16.       | 9,591     | 18.*      | 9,566     | 19.       | 9,483     | 21.       | 38,215    | 19.       | kiesett | kiesett | kiesett | kiesett | kiesett | kiesett | kiesett | kiesett | kiesett  | kiesett  |

* - egy másik versenyzővel azonos eredményt ért el

### Trambulin
| Versenyző    | Versenyszám | Selejtező | Selejtező | Döntő    | Döntő    |
| Versenyző    | Versenyszám | Pontszám  | Helyezés  | Pontszám | Helyezés |
| ------------ | ----------- | --------- | --------- | -------- | -------- |
| Ji Wallace   | Férfi       | 67,4      | 4.        | 39,3     |          |
| Robyn Forbes | Női         | 60,7      | 10.       | kiesett  | kiesett  |

## Triatlon
| Versenyző       | Versenyszám | 1,5 km úszás | Depózás 1 | 40 km kerékpározás | Depózás 2 | 10 km futás | Összesítés | Összesítés |
| Versenyző       | Versenyszám | Idő          | Idő       | Idő                | Idő       | Idő         | Idő        | Helyezés   |
| --------------- | ----------- | ------------ | --------- | ------------------ | --------- | ----------- | ---------- | ---------- |
| Miles Stewart   | Férfi       | 17:55,49     | 25,00     | 58:41,50           | 18,10     | 31:54,43    | 1:49:14,52 | 6.         |
| Craig Walton    | Férfi       | 17:17,69     | 26,20     | 59:17,20           | 19,60     | 33:36,97    | 1:50:57,66 | 27.        |
| Peter Robertson | Férfi       | 18:26,99     | 20,50     | 58:23,50           | 17,40     | 34:10,65    | 1:51:39,04 | 34.        |
| Michellie Jones | Női         | 19:21,68     | 22,20     | 1:05:13,20         | 19,70     | 35:25,77    | 2:00:42,55 |            |
| Loretta Harrop  | Női         | 19:13,58     | 24,40     | 1:05:20,40         | 20,30     | 36:24,14    | 2:01:42,82 | 5.         |
| Nicole Hackett  | Női         | 19:12,98     | 28,10     | 1:05:16,60         | 20,50     | 37:52,63    | 2:03:10,81 | 9.         |

## Úszás
Férfi
| Versenyző                                                                                           | Versenyszám            | Előfutam | Előfutam | Előfutam | Elődöntő | Elődöntő | Elődöntő | Döntő    | Döntő    |
| Versenyző                                                                                           | Versenyszám            | Idő      | Hely.    | Össz.    | Idő      | Hely.    | Össz.    | Idő      | Helyezés |
| --------------------------------------------------------------------------------------------------- | ---------------------- | -------- | -------- | -------- | -------- | -------- | -------- | -------- | -------- |
| Brett Hawke                                                                                         | 50 m gyors             | 22,45    | 3.       | 7.       | 22,49    | 7.       | 13.*     | kiesett  | kiesett  |
| Chris Fydler                                                                                        | 50 m gyors             | 22,80    | 5.       | 16.      | 22,41    | 5.       | 10.*     | kiesett  | kiesett  |
| Chris Fydler                                                                                        | 100 m gyors            | 49,45    | 1.*      | 6.*      | 49,55    | 5.       | 8.       | 49,44    | 8.       |
| Michael Klim                                                                                        | 100 m gyors            | 49,09    | 1.       | 2.       | 48,80    | 1.       | 2.       | 48,74    | 4.       |
| Michael Klim                                                                                        | 100 m pillangó         | 52,73    | 1.       | 1.       | 52,63    | 1.       | 2.       | 52,18    |          |
| Geoff Huegill                                                                                       | 100 m pillangó         | 52,79    | 1.       | 2.       | 51,96    | 1.       | 1.       | 52,22    |          |
| Ian Thorpe                                                                                          | 400 m gyors            | 3:44,65  | 1.       | 1.       |          |          |          | 3:40,59  |          |
| Ian Thorpe                                                                                          | 200 m gyors            | 1:46,56  | 1.       | 1.       | 1:45,37  | 1.       | 2.       | 1:45,83  |          |
| Grant Hackett                                                                                       | 200 m gyors            | 1:49,23  | 3.       | 9.       | 1:48,76  | 4.       | 7.       | 1:49,46  | 8.       |
| Grant Hackett                                                                                       | 400 m gyors            | 3:48,91  | 3.       | 8.       |          |          |          | 3:48,22  | 7.       |
| Grant Hackett                                                                                       | 1500 m gyors           | 15:07,50 | 1.       | 3.       |          |          |          | 14:48,33 |          |
| Kieren Perkins                                                                                      | 1500 m gyors           | 14:58,34 | 1.       | 1.       |          |          |          | 14:53,59 |          |
| Josh Watson                                                                                         | 100 m hát              | 55,09    | 2.       | 4.       | 54,93    | 2.       | 3.       | 55,01    | 4.       |
| Matt Welsh                                                                                          | 100 m hát              | 54,70    | 1.       | 2.       | 54,52    | 1.       | 2.       | 54,07    |          |
| Matt Welsh                                                                                          | 200 m hát              | 1:59,76  | 3.       | 4.       | 1:58,57  | 2.       | 3.       | 1:57,59  |          |
| Cameron Delaney                                                                                     | 200 m hát              | 1:59,61  | 2.       | 3.       | 2:00,39  | 5.       | 11.      | kiesett  | kiesett  |
| Phil Rogers                                                                                         | 100 m mell             | 1:02,77  | 1.       | 17.      | kiesett  | kiesett  | kiesett  | kiesett  | kiesett  |
| Regan Harrison                                                                                      | 200 m mell             | 2:14,85  | 4.       | 7.       | 2:13,75  | 3.       | 7.       | 2:12,88  | 4.       |
| Ryan Mitchell                                                                                       | 200 m mell             | 2:14,69  | 1.       | 5.       | 2:13,87  | 4.       | 8.       | 2:14,00  | 8.       |
| Robert Van der Zant                                                                                 | 200 m vegyes           | 2:02,77  | 3.       | 11.      | 2:02,91  | 7.       | 14.      | kiesett  | kiesett  |
| Matt Dunn                                                                                           | 200 m vegyes           | 2:02,44  | 2.       | 8.       | 2:01,95  | 5.       | 9.       | kiesett  | kiesett  |
| Matt Dunn                                                                                           | 400 m vegyes           | 4:20,31  | 4.       | 12.      |          |          |          | kiesett  | kiesett  |
| Justin Norris                                                                                       | 400 m vegyes           | 4:17,36  | 2.*      | 6.*      |          |          |          | 4:17,87  | 6.       |
| Justin Norris                                                                                       | 200 m pillangó         | 1:57,60  | 2.       | 4.       | 1:57,10  | 2.       | 6.       | 1:56,17  |          |
| Heath Ramsay                                                                                        | 200 m pillangó         | 1:58,82  | 3.       | 12.      | 1:57,90  | 6.       | 11.      | kiesett  | kiesett  |
| Michael Klim Chris Fydler Ashley Callus Ian Thorpe Todd Pearson Adam Pine                           | 4 × 100 m gyorsváltó   | 3:17,37  | 1.       | 2.       |          |          |          | 3:13,67  |          |
| Ian Thorpe Michael Klim Todd Pearson Bill Kirby Grant Hackett Daniel Kowalski                       | 4 × 200 m gyorsváltó   | 3:39,38  | 1.       | 4.       |          |          |          | 3:35,27  |          |
| Matt Welsh Regan Harrison Geoff Huegill Michael Klim Josh Watson Ryan Mitchell Adam Pine Ian Thorpe | 4 × 100 m vegyes váltó | 3:39,38  | 1.       | 4.       |          |          |          | 3:35,27  |          |

Női
| Versenyző                                                                                 | Versenyszám            | Előfutam | Előfutam | Előfutam | Elődöntő | Elődöntő | Elődöntő | Döntő   | Döntő    |
| Versenyző                                                                                 | Versenyszám            | Idő      | Hely.    | Össz.    | Idő      | Hely.    | Össz.    | Idő     | Helyezés |
| ----------------------------------------------------------------------------------------- | ---------------------- | -------- | -------- | -------- | -------- | -------- | -------- | ------- | -------- |
| Sarah Ryan                                                                                | 100 m gyors            | 56,05    | 5.       | 12.      | 55,93    | 6.       | 12.      | kiesett | kiesett  |
| Sarah Ryan                                                                                | 50 m gyors             | 26,05    | 8.       | 23.*     | kiesett  | kiesett  | kiesett  | kiesett | kiesett  |
| Susie O’Neill                                                                             | 50 m gyors             | 25,73    | 3.       | 12.      | 25,74    | 6.       | 12.      | kiesett | kiesett  |
| Susie O’Neill                                                                             | 100 m gyors            | 57,78    | 7.       | 31.      | kiesett  | kiesett  | kiesett  | kiesett | kiesett  |
| Susie O’Neill                                                                             | 100 m pillangó         | 59,49    | 3.       | 9.       | 59,05    | 5.       | 7.       | 59,27   | 7.       |
| Susie O’Neill                                                                             | 200 m pillangó         | 2:07,97  | 1.       | 2.       | 2:07,57  | 1.       | 1.       | 2:06,58 |          |
| Susie O’Neill                                                                             | 200 m gyors            | 1:59,14  | 1.       | 1.       | 1:59,37  | 1.       | 1.       | 1:58,24 |          |
| Giaan Rooney                                                                              | 200 m gyors            | 2:00,99  | 4.       | 13.      | 2:00,84  | 6.       | 14.      | kiesett | kiesett  |
| Giaan Rooney                                                                              | 100 m hát              | 1:03,20  | 6.       | 19.*     | kiesett  | kiesett  | kiesett  | kiesett | kiesett  |
| Dyana Calub                                                                               | 100 m hát              | 1:02,46  | 4.       | 10.      | 1:01,86  | 4.       | 12.      | 1:01,61 | 7.       |
| Dyana Calub                                                                               | 200 m hát              | 2:17,05  | 8.       | 24.      | kiesett  | kiesett  | kiesett  | kiesett | kiesett  |
| Clementine Stoney                                                                         | 200 m hát              | 2:14,61  | 5.       | 14.      | 2:14,25  | 6.       | 13.      | kiesett | kiesett  |
| Kasey Giteau                                                                              | 400 m gyors            | 4:15,54  | 6.       | 17.*     |          |          |          | kiesett | kiesett  |
| Sarah-Jane D’Arcy                                                                         | 400 m gyors            | 4:18,05  | 8.       | 27.      |          |          |          | kiesett | kiesett  |
| Rachel Harris                                                                             | 800 m gyors            | 8:36,94  | 5.       | 12.      |          |          |          | kiesett | kiesett  |
| Hayley Lewis                                                                              | 800 m gyors            | 8:38,75  | 3.       | 13.      |          |          |          | kiesett | kiesett  |
| Leisel Jones                                                                              | 100 m mell             | 1:07,92  | 2.       | 3.       | 1:08,03  | 2.       | 4.       | 1:07,49 |          |
| Tarnee White                                                                              | 100 m mell             | 1:08,35  | 2.       | 5.       | 1:08,61  | 3.       | 6.       | 1:09,09 | 7.       |
| Caroline Hildreth                                                                         | 200 m mell             | 2:27,60  | 5.       | 7.       | 2:28,30  | 5.       | 10.      | kiesett | kiesett  |
| Rebecca Brown                                                                             | 200 m mell             | 2:28,24  | 7.       | 12.      | 2:29,90  | 7.       | 14.      | kiesett | kiesett  |
| Petria Thomas                                                                             | 100 m pillangó         | 58,52    | 2.       | 3.       | 58,11    | 2.       | 2.       | 58,49   | 4.       |
| Petria Thomas                                                                             | 200 m pillangó         | 2:08,70  | 1.*      | 3.*      | 2:07,63  | 2.       | 2.       | 2:07,12 |          |
| Elli Overton                                                                              | 200 m vegyes           | 2:16,76  | 5.       | 14.      | 2:15,74  | 6.       | 11.      | kiesett | kiesett  |
| Anna Windsor                                                                              | 200 m vegyes           | 2:19,44  | 8.       | 25.      | kiesett  | kiesett  | kiesett  | kiesett | kiesett  |
| Jennifer Reilly                                                                           | 400 m vegyes           | 4:41,51  | 3.       | 5.       |          |          |          | 4:45,99 | 8.       |
| Rachel Harris                                                                             | 400 m vegyes           | 4:46,02  | 5.       | 12.      |          |          |          | kiesett | kiesett  |
| Susie O’Neill Sarah Ryan Elka Graham Giaan Rooney Mel Dodd                                | 4 × 100 m gyorsváltó   | 3:43,56  | 4.       | 5.       |          |          |          | 3:40,91 | 6.       |
| Susie O’Neill Giaan Rooney Kirsten Thomson Petria Thomas Elka Graham Jacinta Van Lint     | 4 × 200 m gyorsváltó   | 8:03,26  | 1.       | 2.       |          |          |          | 7:58,52 |          |
| Dyana Calub Leisel Jones Petria Thomas Susie O’Neill Giaan Rooney Sarah Ryan Tarnee White | 4 × 100 m vegyes váltó | 4:04,75  | 1.       | 1.       |          |          |          | 4:01,59 |          |

## Vitorlázás
Férfi
| Versenyző              | Versenyszám     | Futam | Futam | Futam | Futam  | Futam | Futam | Futam | Futam | Futam | Futam  | Futam | Pontszám | Helyezés |
| Versenyző              | Versenyszám     | 1     | 2     | 3     | 4      | 5     | 6     | 7     | 8     | 9     | 10     | 11    | Pontszám | Helyezés |
| ---------------------- | --------------- | ----- | ----- | ----- | ------ | ----- | ----- | ----- | ----- | ----- | ------ | ----- | -------- | -------- |
| Lars Kleppich          | Szörfvitorlázás | 4     | (37*) | (18)  | 3      | 8     | 1     | 18    | 8     | 5     | 9      | 5     | 61,0     | 4.       |
| Anthony Nossiter       | Finn dingi      | 12    | 14    | 13    | (20)   | 6     | 10    | 14    | (19)  | 8     | 2      | 15    | 94,0     | 13.      |
| Tom King Mark Turnbull | 470-es osztály  | 5,0   | 1,0   | 2,0   | (14,0) | 7,0   | 10,0  | 8,0   | 1,0   | 2,0   | (11,0) | 2,0   | 38,0     |          |

Női
| Versenyző                       | Versenyszám     | Futam | Futam  | Futam  | Futam | Futam | Futam | Futam | Futam | Futam | Futam | Futam | Pontszám | Helyezés |
| Versenyző                       | Versenyszám     | 1     | 2      | 3      | 4     | 5     | 6     | 7     | 8     | 9     | 10    | 11    | Pontszám | Helyezés |
| ------------------------------- | --------------- | ----- | ------ | ------ | ----- | ----- | ----- | ----- | ----- | ----- | ----- | ----- | -------- | -------- |
| Jessica Crisp                   | Szörfvitorlázás | 13    | (15)   | 4      | 4     | 9     | 8     | 4     | (16)  | 3     | 4     | 10    | 59,0     | 5.       |
| Melanie Dennison                | Europe          | 18    | 17     | 7      | (28*) | (19)  | 10    | 19    | 8     | 3     | 4     | 16    | 102,0    | 15.      |
| Jenny Armstrong Belinda Stowell | 470-es osztály  | 1,0   | (11,0) | (18,0) | 5,0   | 8,0   | 7,0   | 1,0   | 6,0   | 3,0   | 1,0   | 1,0   | 33,0     |          |

Nyílt
| Versenyző                       | Versenyszám        | Futam | Futam | Futam | Futam | Futam | Futam | Futam | Futam | Futam  | Futam  | Futam | Futam | Futam | Futam | Futam | Futam | Pontszám | Helyezés |
| Versenyző                       | Versenyszám        | 1     | 2     | 3     | 4     | 5     | 6     | 7     | 8     | 9      | 10     | 11    | 12    | 13    | 14    | 15    | 16    | Pontszám | Helyezés |
| ------------------------------- | ------------------ | ----- | ----- | ----- | ----- | ----- | ----- | ----- | ----- | ------ | ------ | ----- | ----- | ----- | ----- | ----- | ----- | -------- | -------- |
| Michael Blackburn               | Laser              | 8     | 8     | 2     | (18)  | 6     | 5     | (22)  | 2     | 12     | 3      | 14    |       |       |       |       |       | 60,0     |          |
| Colin Beashel David Giles       | Csillaghajó        | 8,0   | 8,0   | 6,0   | 1,0   | 3,0   | 2,0   | 8,0   | 9,0   | (17,0) | (12,0) | 6,0   |       |       |       |       |       | 51,0     | 7.       |
| Chris Nicholson Daniel Phillips | Könnyű 49-es dingi | 11    | 11    | 1     | (14)  | 1     | 1     | 12    | 3     | 1      | 6      | (17)  | 10    | 8     | 5     | 9     | 7     | 86,0     | 6.       |
| Darren Bundock John Forbes      | Tornádó            | 1     | 3     | 4     | 4     | 4     | (7)   | 2     | 4     | (5)    | 2      | 1     |       |       |       |       |       | 25,0     |          |

| Versenyző                               | Versenyszám | Futam | Futam | Futam | Futam | Futam | Futam | Futam | Futam | 1. forduló | 1. forduló | 2. forduló | 2. forduló | Negyeddöntő | Negyeddöntő | Elődöntő | Elődöntő | Döntő   | Helyezés |
| Versenyző                               | Versenyszám | 1     | 2     | 3     | 4     | 5     | 6     | Pont  | Hely. | Gy–V       | Hely.      | Gy–V       | Hely.      | Gy–V        | Hely.       | Gy–V     | Hely.    | Gy–V    | Helyezés |
| --------------------------------------- | ----------- | ----- | ----- | ----- | ----- | ----- | ----- | ----- | ----- | ---------- | ---------- | ---------- | ---------- | ----------- | ----------- | -------- | -------- | ------- | -------- |
| Neville Wittey Josh Grace David Edwards | Soling      | 8     | 11    | 6     | 1     | 9     | (14)  | 35    | 6.    |            |            | 1–4        | 5.         | kiesett     | kiesett     | kiesett  | kiesett  | kiesett | 8.       |

* - kizárták (korai rajt)

## Vívás
Férfi
| Versenyző                                 | Versenyszám       | Selejtező                    | 32-es főtábla             | Nyolcaddöntő                                                  | Negyeddöntő                                                                                    | Elődöntő                                                                                                 | Bronz- mérkőzés                                                                      | Döntő             | Helyezés |
| Versenyző                                 | Versenyszám       | Ellenfél Eredmény            | Ellenfél Eredmény         | Ellenfél Eredmény                                             | Ellenfél Eredmény                                                                              | Ellenfél Eredmény                                                                                        | Ellenfél Eredmény                                                                    | Ellenfél Eredmény | Helyezés |
| ----------------------------------------- | ----------------- | ---------------------------- | ------------------------- | ------------------------------------------------------------- | ---------------------------------------------------------------------------------------------- | --- | ------------------------------------------------------------------------------------ | ----------------- | -------- |
| Gerald McMahon                            | Tőr, egyéni       | Vang Haj-pin (CHN) · 9-15    | kiesett                   | kiesett                                                       | kiesett                                                                                        | kiesett                                                                                                  | kiesett                                                                              | kiesett           | 35.      |
| Gerry Adams                               | Párbajtőr, egyéni | Carlos Pedroso (CUB) · 15-13 | Kovács Iván (HUN) · 15-14 | Hugues Obry (FRA) · 5-15                                      | kiesett                                                                                        | kiesett                                                                                                  | kiesett                                                                              | kiesett           | 15.      |
| Nick Heffernan                            | Párbajtőr, egyéni | Mauricio Rivas (COL) · 10-15 | kiesett                   | kiesett                                                       | kiesett                                                                                        | kiesett                                                                                                  | kiesett                                                                              | kiesett           | 39.      |
| David Nathan                              | Párbajtőr, egyéni | Laurie Shong (CAN) · 8-15    | kiesett                   | kiesett                                                       | kiesett                                                                                        | kiesett                                                                                                  | kiesett                                                                              | kiesett           | 41.      |
| Gerry Adams Nick Heffernan Luc Cartillier | Párbajtőr, csapat |                              |                           | Kína (CHN) · Csao Kang · Wang Weixin · Zhao Chunsheng · 45-38 | Olaszország (ITA) · Angelo Mazzoni · Paolo Milanoli · Alfredo Rota · Maurizio Randazzo · 34-45 | Az 5–8. helyért · Fehéroroszország (BLR) · Vital Zaharav · Andrej Muraska · Uladzimir Pcsenyikin · 34-45 | A 7. helyért · Magyarország (HUN) · Fekete Attila · Marsi Márk · Kovács Iván · 39-45 |                   | 8.       |

Női
| Versenyző    | Versenyszám       | Selejtező                 | 32-es főtábla                    | Nyolcaddöntő      | Negyeddöntő       | Elődöntő          | Bronz- mérkőzés   | Döntő             | Helyezés |
| Versenyző    | Versenyszám       | Ellenfél Eredmény         | Ellenfél Eredmény                | Ellenfél Eredmény | Ellenfél Eredmény | Ellenfél Eredmény | Ellenfél Eredmény | Ellenfél Eredmény | Helyezés |
| ------------ | ----------------- | ------------------------- | -------------------------------- | ----------------- | ----------------- | ----------------- | ----------------- | ----------------- | -------- |
| Jo Halls     | Tőr, egyéni       | Eloise Smith (GBR) · 8-15 | kiesett                          | kiesett           | kiesett           | kiesett           | kiesett           | kiesett           | 37.      |
| Evelyn Halls | Párbajtőr, egyéni | erőnyerő                  | Andrea Rentmeister (AUT) · 14-15 | kiesett           | kiesett           | kiesett           | kiesett           | kiesett           | 20.      |

## Vízilabda

### Férfi
| Ausztrál férfi vízilabdacsapat-játékoskeret                                                               | Ausztrál férfi vízilabdacsapat-játékoskeret                                                    |
| --- | ---------------------------------------------------------------------------------------------- |
| - Sean Boyd - Eddie Denis - Andriy Kovalenko - Daniel Marsden - Craig Miller - Tim Neesham - Mark Oberman | - Rod Owen-Jones - Rafael Sterk - Nathan Thomas - Grant Waterman - Thomas Whalan - Gavin Woods |

#### Eredmények
Csoportkör
A csoport
| Csapat              | M | Gy | D | V | G+ | G– | Gk  | P |
| ------------------- | - | -- | - | - | -- | -- | --- | - |
| Oroszország (RUS)   | 5 | 4  | 1 | 0 | 51 | 28 | +23 | 9 |
| Olaszország (ITA)   | 5 | 4  | 1 | 0 | 43 | 32 | +11 | 9 |
| Spanyolország (ESP) | 5 | 2  | 1 | 2 | 32 | 34 | –2  | 5 |
| Ausztrália (AUS)    | 5 | 1  | 2 | 2 | 38 | 36 | +2  | 4 |
| Kazahsztán (KAZ)    | 5 | 1  | 1 | 3 | 41 | 46 | –5  | 3 |
| Szlovákia (SVK)     | 5 | 0  | 0 | 5 | 30 | 59 | –29 | 0 |

| 2000. szeptember 23. 17:30 | Ausztrália (AUS)     | 4–6 | Oroszország (RUS) | Játékvezetők: Petrus Hendrik Bookelman (NED), Dragan Rajevic (YUG) |
| 2000. szeptember 23. 17:30 | (1–2, 0–1, 1–2, 2–1) |     |                   | Játékvezetők: Petrus Hendrik Bookelman (NED), Dragan Rajevic (YUG) |
| 2000. szeptember 23. 17:30 | Kovalenko 2          |     | hat játékos 1     | Játékvezetők: Petrus Hendrik Bookelman (NED), Dragan Rajevic (YUG) |

| 2000. szeptember 24. 20:30 | Ausztrália (AUS)     | 11–11 | Kazahsztán (KAZ)     | Játékvezetők: Rolf Helmut Ludecke (GER), Andrew Jay Takata (USA) |
| 2000. szeptember 24. 20:30 | (2–4, 3–2, 4–3, 2–2) |       |                      | Játékvezetők: Rolf Helmut Ludecke (GER), Andrew Jay Takata (USA) |
| 2000. szeptember 24. 20:30 | Marsden 4            |       | Drozdov, Zagorujko 3 | Játékvezetők: Rolf Helmut Ludecke (GER), Andrew Jay Takata (USA) |

| 2000. szeptember 25. 20:30 | Szlovákia (SVK)      | 6–11 | Ausztrália (AUS) | Játékvezetők: Petrus Hendrik Bookelman (NED), Gregory Boyer (USA) |
| 2000. szeptember 25. 20:30 | (1–4, 1–3, 2–3, 2–1) |      |                  | Játékvezetők: Petrus Hendrik Bookelman (NED), Gregory Boyer (USA) |
| 2000. szeptember 25. 20:30 | hat játékos 1        |      | Kovalenko 3      | Játékvezetők: Petrus Hendrik Bookelman (NED), Gregory Boyer (USA) |

| 2000. szeptember 26. 20:30 | Ausztrália (AUS)     | 5–6 | Olaszország (ITA) | Játékvezetők: Gaetan Wilfrid Turcotte (CAN), Patrick Clemencon (FRA) |
| 2000. szeptember 26. 20:30 | (1–0, 1–2, 3–2, 0–2) |     |                   | Játékvezetők: Gaetan Wilfrid Turcotte (CAN), Patrick Clemencon (FRA) |
| 2000. szeptember 26. 20:30 | Kovalenko 2          |     | Calcaterra 2      | Játékvezetők: Gaetan Wilfrid Turcotte (CAN), Patrick Clemencon (FRA) |

| 2000. szeptember 27. 20:30 | Ausztrália (AUS)     | 7–7 | Spanyolország (ESP) | Játékvezetők: Petrus Hendrik Bookelman (NED), Paraskevas Chasekioglou (GRE) |
| 2000. szeptember 27. 20:30 | (0–2, 2–1, 3–2, 2–2) |     |                     | Játékvezetők: Petrus Hendrik Bookelman (NED), Paraskevas Chasekioglou (GRE) |
| 2000. szeptember 27. 20:30 | Marsden, Boyd 2      |     | Estiarte, Sans 2    | Játékvezetők: Petrus Hendrik Bookelman (NED), Paraskevas Chasekioglou (GRE) |

Negyeddöntő
| 2000. szeptember 29. 20:30 | Ausztrália (AUS)     | 3–7 | Jugoszlávia (SCG) | Játékvezetők: Rolf Helmut Ludecke (GER), Gaetan Wilfrid Turcotte (CAN) |
| 2000. szeptember 29. 20:30 | (1–2, 0–2, 1–2, 1–1) |     |                   | Játékvezetők: Rolf Helmut Ludecke (GER), Gaetan Wilfrid Turcotte (CAN) |
| 2000. szeptember 29. 20:30 | Marsden 2            |     | Šapić 3           | Játékvezetők: Rolf Helmut Ludecke (GER), Gaetan Wilfrid Turcotte (CAN) |

Az 5–8. helyért
| 2000. szeptember 30. 20:15 | Olaszország (ITA)    | 8–4 | Ausztrália (AUS) | Játékvezetők: Petrus Hendrik Bookelman (NED), Vladimir Prikhodko (KAZ) |
| 2000. szeptember 30. 20:15 | (2–2, 2–2, 2–0, 2–0) |     |                  | Játékvezetők: Petrus Hendrik Bookelman (NED), Vladimir Prikhodko (KAZ) |
| 2000. szeptember 30. 20:15 | Vittorioso 3         |     | Kovalenko 2      | Játékvezetők: Petrus Hendrik Bookelman (NED), Vladimir Prikhodko (KAZ) |

A 7. helyért
| 2000. október 1. 11:30 | Horvátország (CRO)   | 10–8 | Ausztrália (AUS) | Játékvezetők: Gregory Boyer (USA), Gaetan Wilfrid Turcotte (CAN) |
| 2000. október 1. 11:30 | (2–2, 2–2, 4–2, 2–2) |      |                  | Játékvezetők: Gregory Boyer (USA), Gaetan Wilfrid Turcotte (CAN) |
| 2000. október 1. 11:30 | Smodlaka, Bošković 3 |      | Miller 3         | Játékvezetők: Gregory Boyer (USA), Gaetan Wilfrid Turcotte (CAN) |

| Csapat           | Helyezés |
| ---------------- | -------- |
| Ausztrália (AUS) | 8.       |

### Női
| Ausztrál női vízilabdacsapat-játékoskeret                                                                        | Ausztrál női vízilabdacsapat-játékoskeret                                                     |
| --- | --------------------------------------------------------------------------------------------- |
| - Naomi Castle - Joanne Fox - Bridgette Gusterson - Simone Hankin - Yvette Higgins - Kate Hooper - Bronwyn Mayer | - Gail Miller - Melissa Mills - Debbie Watson - Liz Weekes - Danielle Woodhouse - Taryn Woods |

#### Eredmények
Csoportkör
| Csapat                 | M | Gy | D | V | G+ | G– | Gk  | P |
| ---------------------- | - | -- | - | - | -- | -- | --- | - |
| Ausztrália (AUS)       | 5 | 4  | 0 | 1 | 35 | 20 | +15 | 8 |
| Egyesült Államok (USA) | 5 | 3  | 1 | 1 | 36 | 30 | +6  | 7 |
| Hollandia (NED)        | 5 | 3  | 0 | 2 | 27 | 26 | +1  | 6 |
| Oroszország (RUS)      | 5 | 2  | 1 | 2 | 36 | 29 | +7  | 5 |
| Kanada (CAN)           | 5 | 1  | 2 | 2 | 33 | 34 | –1  | 4 |
| Kazahsztán (KAZ)       | 5 | 0  | 0 | 5 | 23 | 51 | –28 | 0 |

| 2000. szeptember 16. 13:00 | Kazahsztán (KAZ)     | 2–9 | Ausztrália (AUS) | Játékvezetők: Rolf Helmut Ludecke (GER), Ian Alfred James Melliar (RSA) |
| 2000. szeptember 16. 13:00 | (1–2, 1–2, 0–1, 0–4) |     |                  | Játékvezetők: Rolf Helmut Ludecke (GER), Ian Alfred James Melliar (RSA) |
| 2000. szeptember 16. 13:00 | Lescsuk, Galkina 1   |     | Gusterson 3      | Játékvezetők: Rolf Helmut Ludecke (GER), Ian Alfred James Melliar (RSA) |

| 2000. szeptember 17. 13:00 | Ausztrália (AUS)     | 6–3 | Oroszország (RUS) | Játékvezetők: Paraskevas Chasekioglou (GRE), Gad-Shimon Schwartz (ISR) |
| 2000. szeptember 17. 13:00 | (2–1, 1–1, 2–1, 1–0) |     |                   | Játékvezetők: Paraskevas Chasekioglou (GRE), Gad-Shimon Schwartz (ISR) |
| 2000. szeptember 17. 13:00 | Woods, Gusterson 2   |     | három játékos 1   | Játékvezetők: Paraskevas Chasekioglou (GRE), Gad-Shimon Schwartz (ISR) |

| 2000. szeptember 18. 13:00 | Hollandia (NED)      | 5–4 | Ausztrália (AUS) | Játékvezetők: Zeljko Klaric (CRO), Erhan Tulga (TUR) |
| 2000. szeptember 18. 13:00 | (2–1, 1–1, 0–2, 2–0) |     |                  | Játékvezetők: Zeljko Klaric (CRO), Erhan Tulga (TUR) |
| 2000. szeptember 18. 13:00 | de Bruijn 2          |     | Higgins 3        | Játékvezetők: Zeljko Klaric (CRO), Erhan Tulga (TUR) |

| 2000. szeptember 19. 13:00 | Egyesült Államok (USA) | 6–7 | Ausztrália (AUS) | Játékvezetők: Paraskevas Chasekioglou (GRE), Boris Margeta (SLO) |
| 2000. szeptember 19. 13:00 | (2–2, 1–0, 2–4, 1–1)   |     |                  | Játékvezetők: Paraskevas Chasekioglou (GRE), Boris Margeta (SLO) |
| 2000. szeptember 19. 13:00 | Lorenz, Villa 2        |     | Gusterson 2      | Játékvezetők: Paraskevas Chasekioglou (GRE), Boris Margeta (SLO) |

| 2000. szeptember 20. 13:00 | Kanada (CAN)         | 4–9 | Ausztrália (AUS) | Játékvezetők: Rolf Helmut Ludecke (GER), Patrick Clemencon (FRA) |
| 2000. szeptember 20. 13:00 | (0–1, 2–4, 1–2, 1–2) |     |                  | Játékvezetők: Rolf Helmut Ludecke (GER), Patrick Clemencon (FRA) |
| 2000. szeptember 20. 13:00 | négy játékos 1       |     | Hankin 3         | Játékvezetők: Rolf Helmut Ludecke (GER), Patrick Clemencon (FRA) |

Elődöntő
| 2000. szeptember 22. 13:00 | Ausztrália (AUS)     | 7–6 | Oroszország (RUS) | Játékvezetők: Rolf Helmut Ludecke (GER), Boris Margeta (SLO) |
| 2000. szeptember 22. 13:00 | (2–3, 1–1, 1–2, 3–0) |     |                   | Játékvezetők: Rolf Helmut Ludecke (GER), Boris Margeta (SLO) |
| 2000. szeptember 22. 13:00 | Mayer 3              |     | Tokun 2           | Játékvezetők: Rolf Helmut Ludecke (GER), Boris Margeta (SLO) |

Döntő
| 2000. szeptember 23. 21:15 | Ausztrália (AUS)     | 4–3 | Egyesült Államok (USA) | Játékvezetők: Renato Dani (ITA), Vladimir Prikhodko (KAZ) |
| 2000. szeptember 23. 21:15 | (1–1, 0–1, 1–0, 2–1) |     |                        | Játékvezetők: Renato Dani (ITA), Vladimir Prikhodko (KAZ) |
| 2000. szeptember 23. 21:15 | négy játékos 1       |     | Villa 2                | Játékvezetők: Renato Dani (ITA), Vladimir Prikhodko (KAZ) |

| Csapat           | Helyezés |
| ---------------- | -------- |
| Ausztrália (AUS) |          |